# Esercito cinese dei Qing

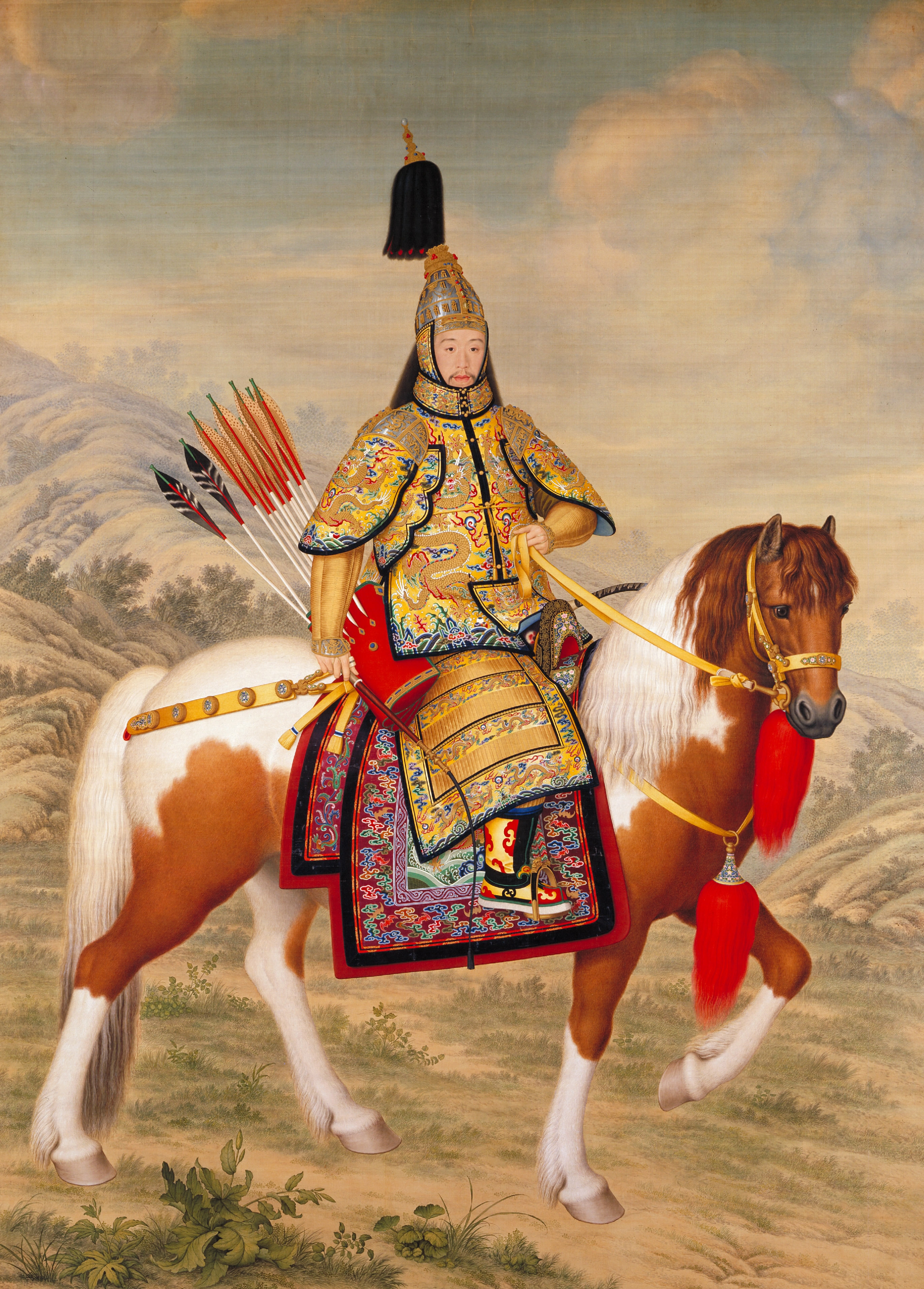
L'imperatore Qianlong in armatura cerimoniale a cavallo - dipinto di Giuseppe Castiglione.

La dinastia Qing (1636-1912) fu fondata dalla conquista e mantenuta dalla forza armata. Gli imperatori fondatori organizzarono e guidarono personalmente gli eserciti e la continua legittimità culturale e politica della dinastia dipendeva dalla capacità di difendere il paese dalle invasioni e di espandere il suo territorio. Pertanto, le istituzioni militari, la capacità di governare e la finanza furono fondamentali per il successo iniziale e il decadimento finale della dinastia. Il primo sistema militare era incentrato sulle "Otto Bandiere", un'istituzione ibrida che svolgeva anche ruoli sociali, economici e politici. Il Sistema degli Stendardi, sviluppato informalmente già nel 1601, fu istituito nel 1615 dal magnate Jurchen Nurhaci (1559-1626), il fondatore retrospettivamente riconosciuto dei Qing. Suo figlio Huang Taiji (1592-1643), che ribattezzò gli Jurchen "Manciù", creò otto stendardi mongoli per rispecchiare quelli manciù e otto stendardi "Han-militari" (漢軍;) presidiati da cinesi che si arresero ai Qing prima della conquista a tutti gli effetti della Cina vera e propria nel 1644. Dopo il 1644, le truppe cinesi Ming che si arresero ai Qing furono integrate nell'Esercito dello Stendardo Verde, un corpo che alla fine superò di tre a uno gli Stendardi.
L'uso della polvere da sparo durante l'Alto Qing può competere con i tre imperi della polvere da sparo nell'Asia occidentale. I principi imperiali Manciù guidarono gli Stendardi nella sconfitta degli eserciti Ming, ma dopo che fu stabilita una pace duratura a partire dal 1683, sia gli Stendardi che gli eserciti dello Stendardo Verde iniziarono a perdere la loro efficienza. Presieduti nelle città, i soldati avevano poche occasioni per esercitarsi. I Qing usarono comunque armamenti e logistica superiori per espandersi profondamente nell'Asia centrale, sconfiggere i mongoli Zungari nel 1759 e completare la loro conquista dello Xinjiang. Nonostante l'orgoglio della dinastia nelle dieci grandi campagne dell'imperatore Qianlong (r. 1735-1796), gli eserciti Qing divennero in gran parte inefficaci entro la fine del XVIII secolo. Ci sono voluti quasi dieci anni e un enorme spreco finanziario per sconfiggere la ribellione del loto bianco mal equipaggiata (1795-1804), in parte legittimando milizie guidate dalle élite cinesi Han locali. La Rivolta dei Taiping (1850-1864), una rivolta su larga scala iniziata nel sud della Cina, marciò a poche miglia da Pechino nel 1853. La corte Qing fu costretta a lasciare che i suoi governatori generali cinesi Han, guidati inizialmente da Zeng Guofan, formassero eserciti regionali. Questo nuovo tipo di esercito e leadership sconfisse i ribelli ma segnò la fine del dominio dei Manciù sull'establishment militare.
La tecnologia militare della rivoluzione industriale europea ha reso rapidamente obsoleti gli armamenti e le forze armate cinesi. Nel 1860 le forze britanniche e francesi nella seconda guerra dell'oppio conquistarono Pechino e saccheggiarono il Palazzo d'Estate . La corte scossa ha tentato di modernizzare le sue istituzioni militari e industriali acquistando la tecnologia europea. Questo movimento di autorafforzamento fondò cantieri navali (in particolare l'Arsenale di Jiangnan e l'Arsenale di Foochow ) e acquistò cannoni e corazzate moderne in Europa. La marina Qing divenne la più grande dell'Asia orientale, ma l'organizzazione e la logistica erano inadeguate, la formazione degli ufficiali era carente e la corruzione diffusa. La Flotta del Pei-yang fu praticamente distrutta e le forze di terra modernizzate furono sconfitte nella prima guerra sino-giapponese del 1895. I Qing crearono un Nuovo Esercito ma non poterono impedire all'Alleanza delle otto nazioni di invadere la Cina per reprimere la Ribellione dei Boxer nel 1900. La Rivolta di Wuchang nel 1911 portò infine alla caduta della dinastia in concomitanza della Rivoluzione cinese del 1911.

## Sistema delle Otto Bandiere

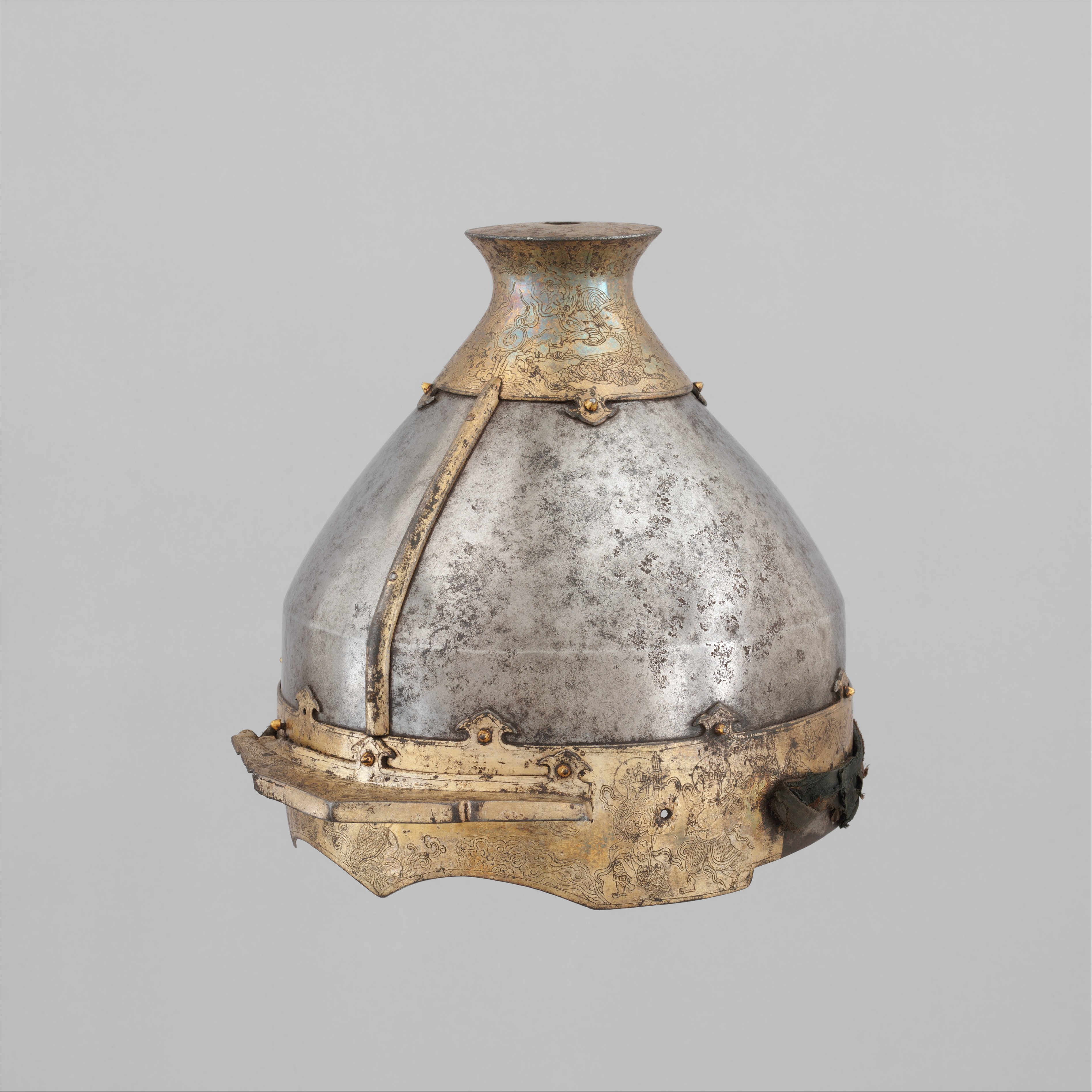
Elmo della prima dinastia Qing, dalla metà alla fine del XVII secolo

Una delle chiavi della riuscita unificazione delle tribù Jurchen, ribattezzate nel loro insieme Manciù, da parte del condottiero Nurhaci e della sua sfida alla dinastia Ming all'inizio del XVII secolo fu la formazione delle Otto Bandiere, un'istituzione militare efficiente che svolgeva anche funzioni economiche, sociali e politiche. Già nel 1601 e forse qualche anno prima, Nurhaci fece iscrivere i suoi soldati e le loro famiglie in compagnie permanenti conosciute come niru, lo stesso nome dei piccoli gruppi di caccia in cui gli Jurchen si univano tradizionalmente per praticare operazioni militari e fare la guerra. Qualche tempo prima del 1607, queste compagnie furono raggruppate in unità più grandi chiamate gūsa ("bandiere"), differenziate per colori: giallo, bianco, rosso e blu. Nel 1615 fu aggiunto un bordo rosso a ciascuna bandiera (tranne la bandiera rossa a cui fu aggiunto un bordo bianco) per formare un totale di otto bandiere che le truppe Jurchen portarono in battaglia. Il sistema delle bandiere consentì al nuovo stato di Nurhaci di assorbire le tribù Jurchen sconfitte semplicemente aggiungendo niru alle gūsa esistenti e quest'integrazione contribuì a riorganizzare la società Jurchen in una compagine statale più complessa ed articolata delle precedenti affiliazioni tra piccoli clan.
Mentre il potere Qing s'espandeva a nord della Grande muraglia cinese, il sistema delle bandiere continuò ad espandersi. Subito dopo aver sconfitto i mongoli Cahar con l'aiuto di altre tribù mongole nel 1635, il figlio e successore di Nurhaci, Huang Taiji, incorporò i suoi nuovi sudditi mongoli e alleati creando Otto Bandiere Mongole su modello delle bandiere mancesi. Huang Taiji fu invece più prudente nell'integrare le truppe cinesi. Nel 1629 creò per la prima volta un "esercito cinese" (m. ᠨᡳᡴᠠᠨ
ᠴᠣᠣᡥᠠ nikan cooha; zh. 漢軍S, HànjūnP) di circa 3000 uomini. Nel 1631 queste unità cinesi assorbirono uomini in grado di costruire e manovrare cannoni in stile europeo e furono quindi ribattezzate "Truppe pesanti" (m.:Ujen cooha; zh. 重軍S, ZhòngjūnP). Nel 1633 contavano circa 20 compagnie e 4.500 uomini che combattevano sotto gli standard neri. Queste compagnie cinesi furono raggruppate in due stendardi nel 1637, quattro nel 1639 e infine otto stendardi nel 1642. Questi stendardi "Hanjun" sono conosciuti come stendardi "cinesi" o "cinesi-marziali".

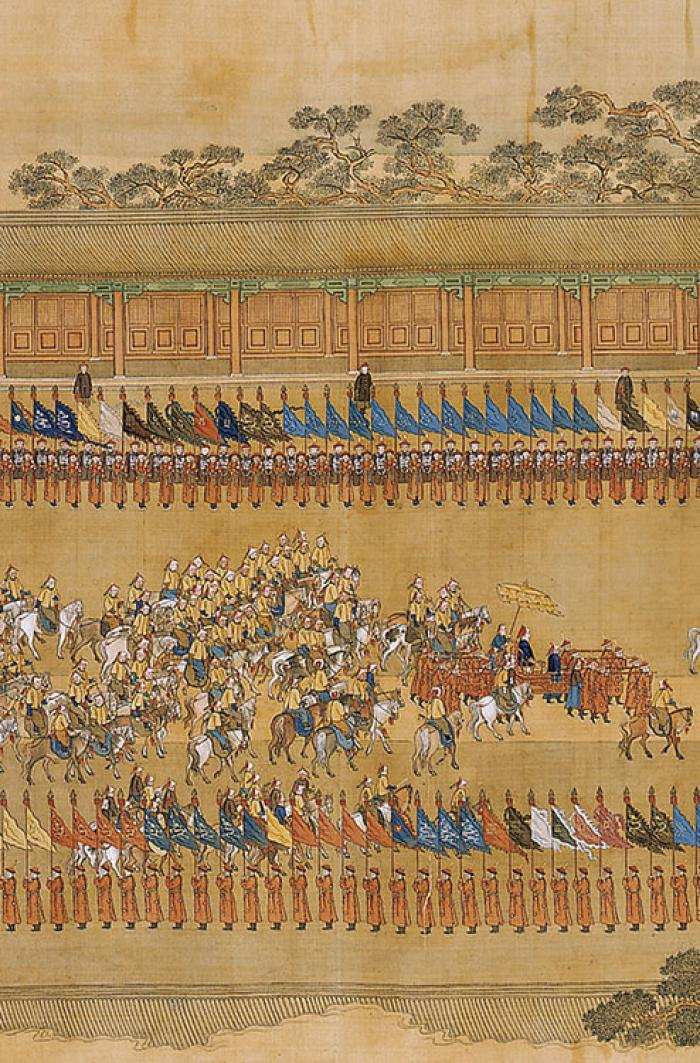
Tour di ispezione meridionale dell'imperatore Qianlong, rotolo dodici: ritorno al palazzo (dettaglio), 1764–1770, di Xu Yang

Gruppi selezionati di alfieri cinesi di etnia Han furono trasferiti in massa nelle bandiere mancesi dai Qing, cambiando la loro etnia da Han (cinese) a Manciù. Gli alfieri Han di Tai Nikan 台尼堪 (lett. "cinesi del posto di guardia") e Fusi Nikan 抚顺尼堪 ("cinesi Fushun") entrarono nelle bandiere mancesi nel 1740 per ordine dell'imperatore Qianlong. Fu tra il 1618 e il 1629 quando i cinesi Han di Liaodong che in seguito divennero i Fushun Nikan e Tai Nikan disertarono ai Jurchen (Manchus). Questi clan manciù di originaria etnia Han continuano a usare i loro cognomi Han originali e sono contrassegnati come di origine Han negli elenchi Qing dei clan. Le famiglie manciù adottarono figli cinesi Han da famiglie di origine schiava Booi Aha (baoyi) e prestarono servizio nei registri delle società manciù come famiglia distaccata manciù e la corte imperiale Qing lo scoprì nel 1729. Alfieri manciù bisognosi di denaro aiutarono a falsificare la registrazione per i servitori cinesi Han adottati negli stendardi Manciù e le famiglie Manciù a cui mancavano i figli potevano adottare i figli o i servitori dei loro servitori. Le famiglie manciù furono pagate per adottare figli Han dalle famiglie di servitori. Il capitano della Guardia Imperiale Qing Batu era furioso con i Manciù che adottarono i cinesi Han come loro figli da famiglie di schiavi e servi in cambio di denaro ed espresse il suo dispiacere per l'adozione dei cinesi Han invece di altri Manciù. Questi cinesi Han che s'infiltrarono nelle bandiere mancesi tramite adozione erano noti come "alfieri di stato secondario" e "falsi manciù" o "manciù a registro separato" e alla fine c'erano così tanti di questi cinesi Han che presero il comando dell'esercito posizioni negli Stendardi che avrebbero dovuto essere riservate ai Manciù. Figlio adottivo cinese Han e alfieri separati del registro costituivano 800 dei 1.600 soldati degli stendardi mongoli e degli stendardi manciù di Hangzhou nel 1740. Il figlio adottivo cinese Han costituiva 220 delle 1.600 truppe non stipendiate a Jingzhou nel 1747 e un assortimento di alfieri cinesi Han di registro separato, mongoli e manciù erano il resto. Gli alfieri cinesi di stato secondario Han costituivano 180 delle 3.600 famiglie di truppe a Ningxia mentre i registri separati dei cinesi Han costituivano 380 dei 2.700 soldati manciù a Liangzhou. Il risultato di questi falsi Manciù cinesi Han che hanno assunto posizioni militari ha portato molti Manciù legittimi a essere privati delle loro legittime posizioni di soldati negli eserciti dello Stendardo, con il risultato che i veri Manciù non sono stati in grado di ricevere i loro stipendi poiché gli infiltrati cinesi Han negli stendardi hanno rubato i loro social e status e diritti economici. Si diceva che questi infiltrati cinesi Han fossero delle buone truppe militari e le loro abilità nella marcia e nel tiro con l'arco erano all'altezza, tanto che il tenente generale Zhapu non poteva differenziarli dai veri Manciù in termini di abilità militari. Gli stendardi Manciù contenevano molti "falsi Manciù" che provenivano da famiglie han ma furono adottati dagli alfieri manciù dopo il regno di Yongzheng. Gli stendardi mongoli Jingkou e Jiangning e gli stendardi manciù avevano 1.795 Han adottati e gli stendardi mongoli di Pechino e gli stendardi mancesi avevano 2.400 cinesi Han adottati nelle statistiche tratte dal censimento del 1821. Nonostante i tentativi di Qing di distinguere gli Han adottati dai Manciù, le differenze tra loro divennero confuse. Questi servi Han adottati che riuscirono a ottenere ruoli nelle bandiere manciù furono chiamati kaihu ren (開戶人) in cinese e dangse faksalaha urse in manciù. I Manciù normali erano chiamati jingkini Manjusa.

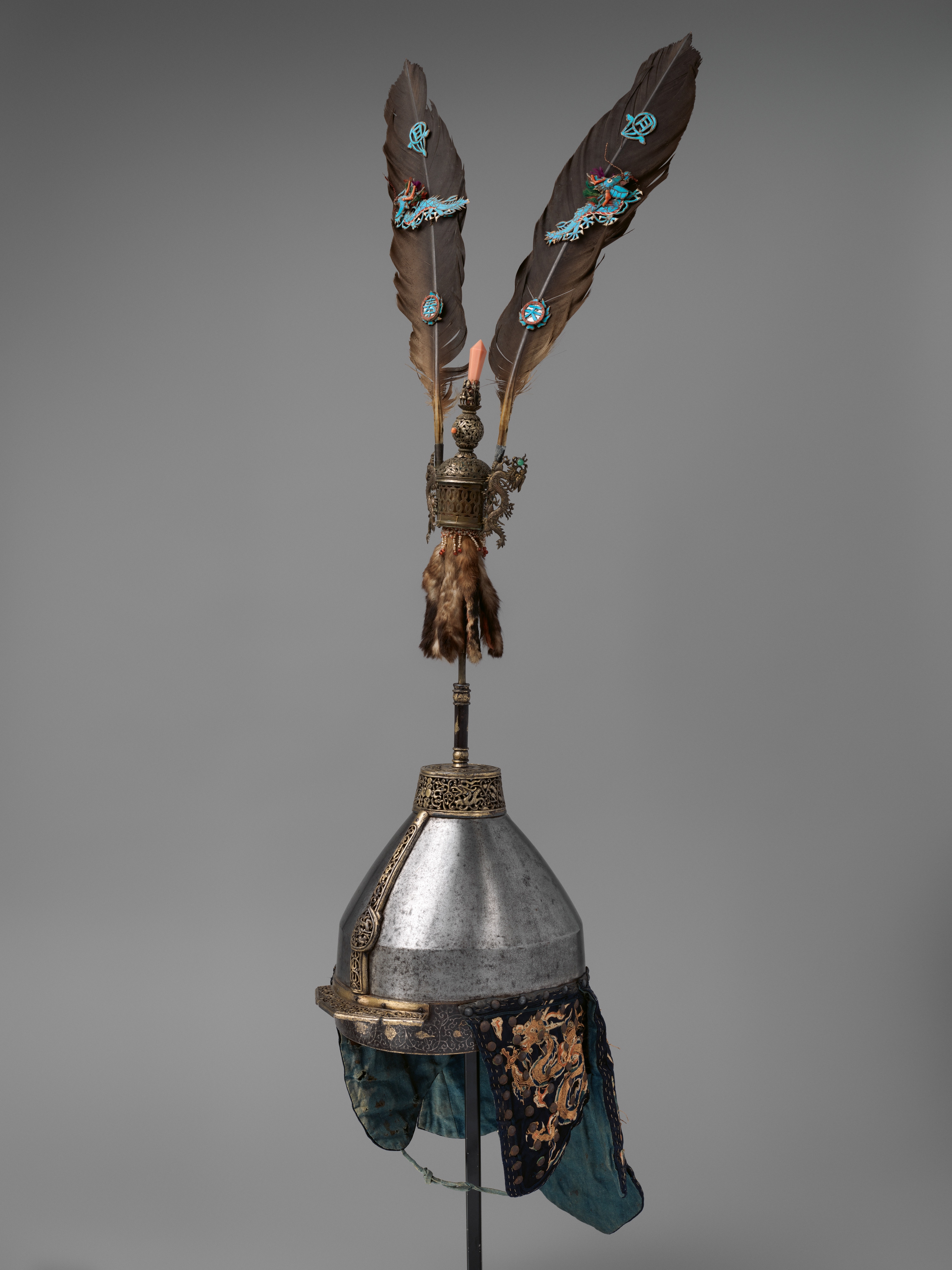
Elmo Qing, XVII-XVIII secolo

I Manciù mandarono alfieri Han a combattere contro i lealisti Ming di Koxinga nel Fujian. I Qing hanno effettuato un divieto marittimo costringendo le persone a evacuare la costa per privare di risorse i lealisti Ming di Koxinga, generando il mito che i Manciù avevano "paura dell'acqua". Nel Fujian, gli alfieri cinesi Han che stavano conducendo i combattimenti per i Qing e questo smentiva l'affermazione del tutto irrilevante che la presunta paura dell'acqua da parte del Manciù avesse a che fare con l'evacuazione costiera e il divieto di mare. Una poesia mostra alfieri Han del nord che si riferiscono al popolo Tanka che vive sulla costa e sui fiumi del Fujian meridionale come "barbari".
Le bandiere, nell'ordine di precedenza, erano: a fondo giallo, bordata di giallo, a fondo bianco, a fondo rosso, bordata di bianco, bordata di rosso, a fondo blu e bordata di blu. Le bandiere Gli stendardi a fondo giallo, bordata di giallo, a fondo bianco erano note come "tre bandiere superiori" (上三旗S, shàng sān qíP) ed erano sotto il diretto comando dell'imperatore. Solo i Manciù appartenenti alle Tre Bandiere Superiori e alcuni cinesi Han selezionati che avevano superato il più alto livello di esami marziali erano qualificati per servire come guardie imperiali. Le restanti bandiere erano le "cinque bandiere inferiori" (下五旗S, xià wǔ qíP) ed erano comandate da principi ereditari Manciù discendenti dalla famiglia di Nurhachi, conosciuti informalmente come Aisin Gioro, i "Principi del Capo di Ferro". Nell'era di Nurhaci e all'inizio dell'era di Huang Taiij, questi principi formarono il Consiglio dei principi e degli alti ufficiali e l'alto comando dell'esercito. 
Le tre bandiere superiori

Bandiera a fondo giallo
Bandiera bordata a fondo giallo
Bandiera a Fondo Bianco

Le cinque bandiere inferiori

Bandiera a fondo rosso
Bandiera bordata a fondo bianco
Bandiera bordata a fondo rosso
Bandiera a fondo blu
Bandiera bordata a fondo blu

## Esercito dello Stendardo Verde

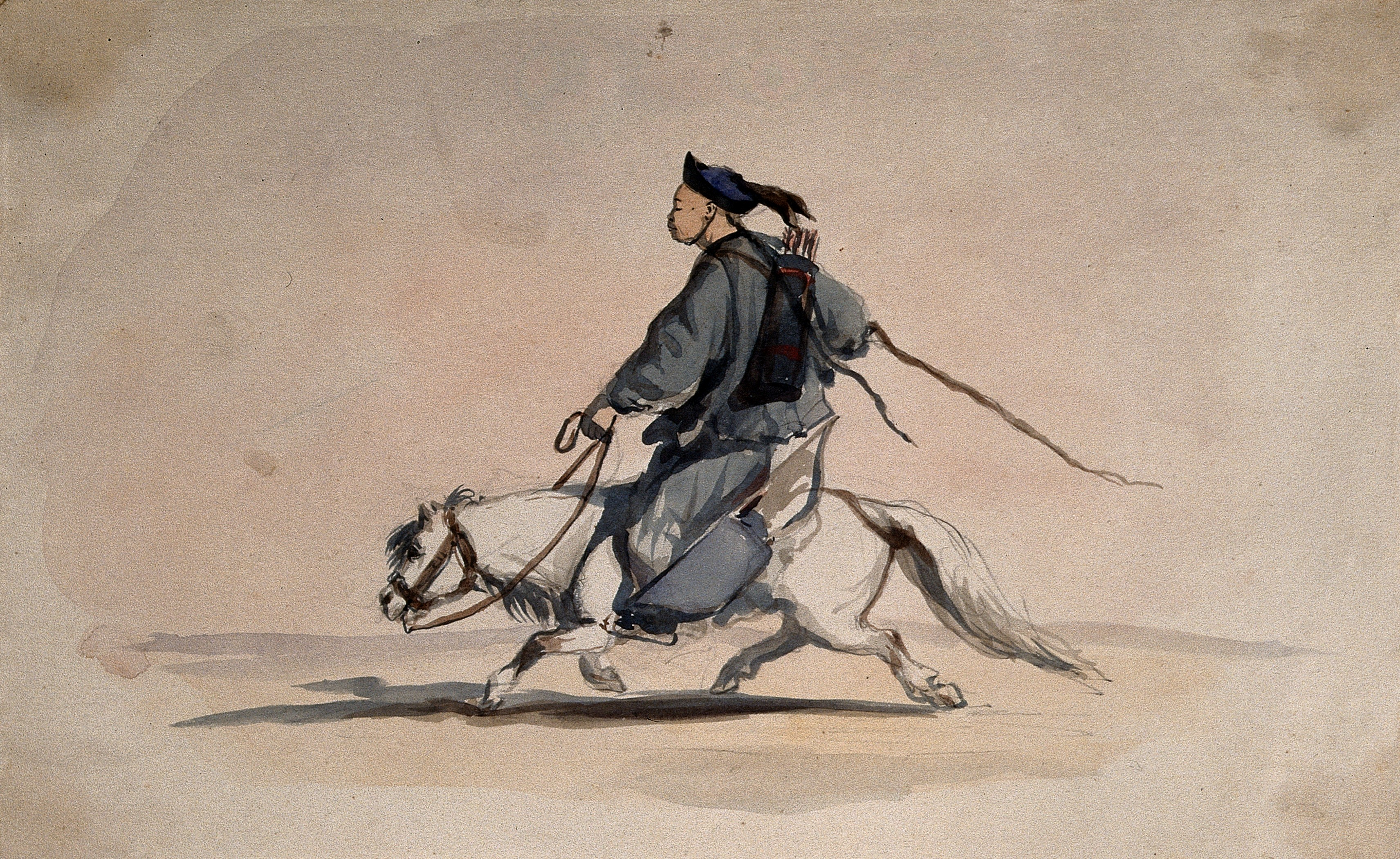
Un soldato cinese dello Stendardo Verde.

Dopo aver conquistato Pechino nel 1644 e quando i Qing ottennero rapidamente il controllo di ampi tratti dell'ex-territorio Ming, gli eserciti relativamente piccoli di Banner furono ulteriormente potenziati dai resti delle forze Ming che si arresero ai Qing. Alcune di queste truppe furono inizialmente accettate negli stendardi marziali cinesi, ma dopo il 1645 furono integrate una nuova unità militare chiamata Green Standard Army, dal nome del colore dei loro stendardi di battaglia. Il Qing ha creato eserciti cinesi nelle regioni che ha conquistato. Gli eserciti del Green Standard furono creati nello Shanxi, Shaanxi, Gansu e Jiangnan nel 1645, nel Fujian nel 1650, a Lianguang (Guangdong e Guangxi) nel 1651, a Guizhou nel 1658 e nello Yunnan nel 1659. Mantennero i loro ranghi dell'era Ming ed erano guidati da un misto di ufficiali Banner e Green Standard. Queste truppe cinesi alla fine superarono in numero le truppe Banner di tre a uno (circa 600.000 truppe dello Stendardo Verde a 200.000 alfieri). 
Anche se gli stendardi Manciù erano la forza combattente più efficace durante la conquista Qing dei Ming, la maggior parte dei combattimenti fu condotta da stendardi cinesi e truppe dello Stendardo Verde, specialmente nella Cina meridionale, dove la cavalleria Manciù poteva svolgere un ruolo minore. Gli stendardi si comportarono male anche durante la rivolta dei Tre Feudatari scoppiata nella Cina meridionale nel 1673. Furono truppe cinesi regolari, sebbene guidate da ufficiali Manciù e cinesi, che aiutarono i Qing a sconfiggere i loro nemici nel 1681 e consolidare così il loro controllo su tutta la Cina. Le truppe dello Standard Verde formarono anche il personale principale delle forze navali che sconfissero la resistenza dei Ming Meridionali a Taiwan.

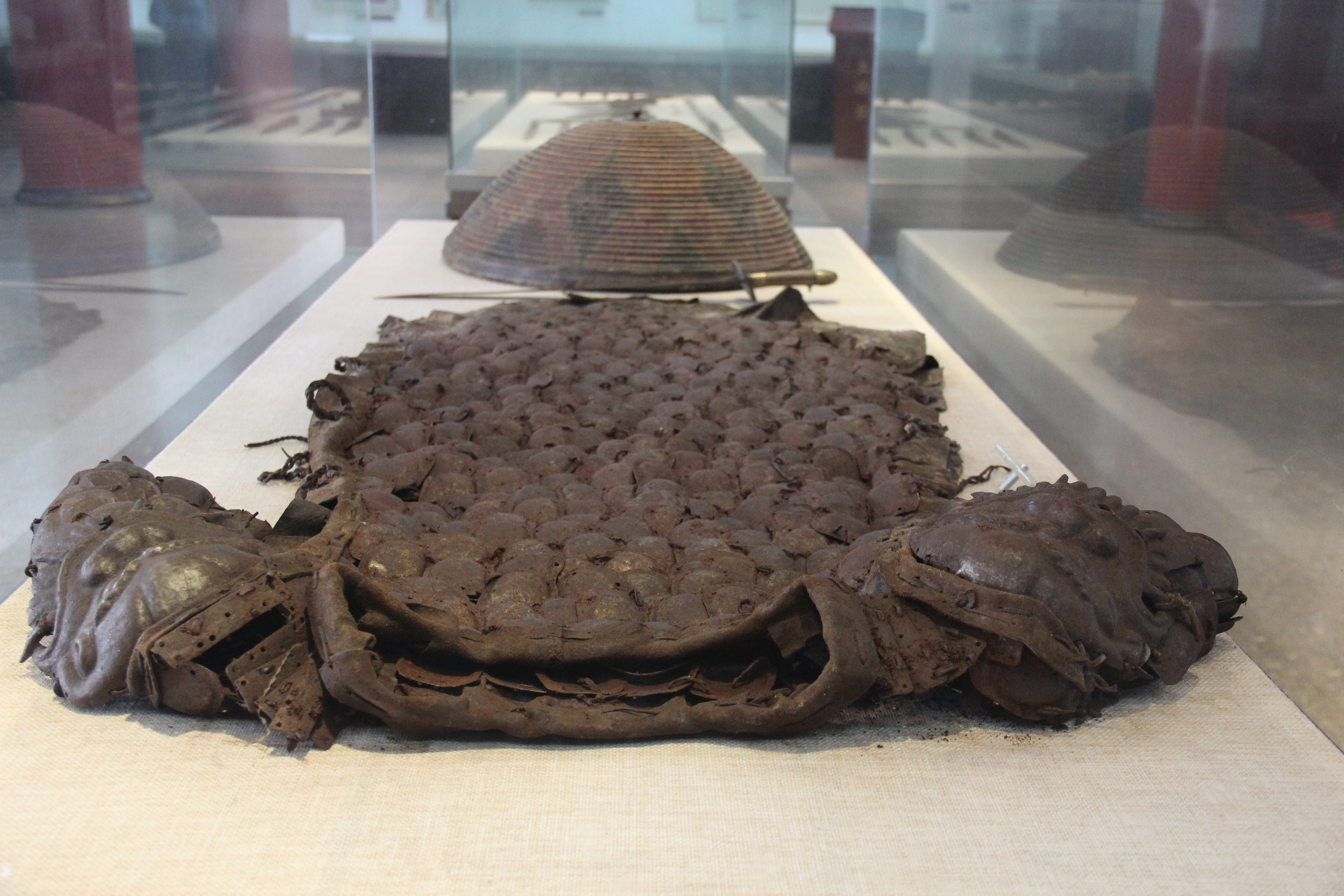
Armatura a squame Qing con spallacci a testa di leone

Le truppe delle Bandiere e dello Stendardo Verde erano eserciti permanenti, pagati dal governo centrale. Inoltre, i governatori regionali, dal livello provinciale fino al livello di villaggio, hanno mantenuto le proprie milizie locali irregolari per compiti di polizia e soccorsi in caso di calamità. A queste milizie venivano solitamente concessi piccoli stipendi annuali dalle casse regionali per obblighi di servizio estemporanei.
La struttura di comando dello Stendardo Verde era divisa nelle province tra ufficiali di alto rango e ufficiali di basso rango, con l'unità migliore e più forte sotto il controllo diretto degli ufficiali di grado più alto e unità meno capaci ma più numerose sotto il comando degli ufficiali di grado inferiore, creando così un sistema che prevenisse l'insorgere di signori della guerra pronti a ribellarsi contro il governo centrale.
I generali manciù e gli alfieri furono inizialmente svergognati dalle migliori prestazioni dell'esercito cinese dello stendardo verde Han che combatté meglio di loro contro i ribelli e la cosa fu notata dall'imperatore Kangxi, portandolo a incaricare i generali Sun Sike, Wang Jinbao e Zhao Liangdong di guidare i soldati dello Stendardo Verde per schiacciare i ribelli. I Qing pensavano che i cinesi Han fossero superiori nel combattere gli altri Han e quindi usarono lo Stendardo Verde come esercito dominante e di maggioranza per schiacciare i ribelli invece degli alfieri. Nella Cina nordoccidentale contro Wang Fuchen, i Qing misero gli Alfieri nelle retrovie come riserve mentre usarono soldati dell'esercito cinese dello standard verde Han e generali cinesi Han come Zhang Liangdong, Wang Jinbao e Zhang Yong come forze militari primarie, considerando le truppe Han come migliori nel combattere altri Han, e questi generali Han ottennero la vittoria sui ribelli. Il Sichuan e lo Shaanxi meridionale furono riconquistati dall'esercito dello standard verde cinese Han sotto Wang Jinbao e Zhao Liangdong nel 1680, con Manchus che partecipava solo alla gestione della logistica e delle provviste. 400.000 soldati dell'esercito dello standard verde e 150.000 alfieri prestarono servizio dalla parte dei Qing durante la guerra. 213 compagnie di stendardi cinesi Han e 527 compagnie di stendardi mongoli e manciù furono mobilitate dai Qing durante la rivolta. I Qing avevano il sostegno della maggior parte dei soldati cinesi Han e dell'élite Han contro i Tre Feudatari, poiché si rifiutavano di unirsi a Wu Sangui nella rivolta, mentre gli Otto Stendardi e gli ufficiali Manchu se la cavarono male contro Wu Sangui, quindi i Qing risposero usando un imponente esercito di oltre 900.000 cinesi Han (non Banner) invece degli Otto Stendardi, per combattere e schiacciare i Tre Feudatari. Le forze di Wu Sangui furono schiacciate dal Green Standard Army, composto da soldati Ming disertati.
La frontiera a sud-ovest si estese lentamente e nel 1701 i Qing sconfissero i Tibetani nella battaglia di Dartsedo. Il Khanato degli Zungari conquistò gli Uiguri nella conquista zungara di Altishahr e prese il controllo del Tibet. I soldati dello Stendardo Verde e gli alfieri manciù furono comandati dal generale cinese Han Yue Zhongqi nella spedizione cinese in Tibet (1720) che ne espulse gli Zungari, mettendolo sotto il dominio Qing. In più luoghi come Lhasa, Batang, Dartsendo, Lhari, Chamdo e Litang, le truppe dello Stendardo Verde furono presidiate durante la guerra di Dzungar. Le truppe dello Stendardo Verde e gli Alfieri Manciù facevano entrambi parte della forza Qing che combatté in Tibet nella guerra contro gli Zungari. Si diceva che il comandante del Sichuan Yue Zhongqi (un discendente di Yue Fei ) fosse entrato a Lhasa per primo quando i 2.000 soldati dello Stendardo Verde e 1.000 soldati Manciù della "rotta del Sichuan" s'impadronirono della città. Secondo Mark C. Elliott, dopo il 1728 i Qing usarono le truppe dello Stendardo Verde per presidiare la guarnigione a Lhasa piuttosto che gli Alfieri. Secondo Evelyn S. Rawski, sia lo Stendardo Verde sia gli Alfieri costituivano la guarnigione Qing in Tibet. Secondo Sabine Dabringhaus, i soldati cinesi dello Stendardo Verde che contavano più di 1.300 erano di stanza dai Qing in Tibet per supportare i 3.000 uomini dell'esercito tibetano.

## Guarnigioni in tempo di pace

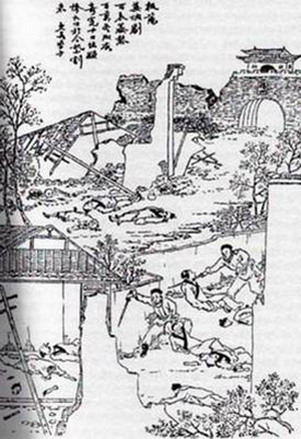
Una xilografia tardo-Qing che rappresenta il " massacro di Yangzhou " del maggio 1645. Alla fine del XIX secolo, il massacro fu utilizzato dai rivoluzionari anti-Qing per suscitare sentimenti anti-Manciù tra la popolazione.

Gli eserciti di Banner erano ampiamente divisi lungo linee etniche, vale a dire Manchu e Mongol. Anche se va sottolineato che la composizione etnica degli stendardi Manciù era tutt'altro che omogenea in quanto includeva servi non manciù registrati sotto la famiglia dei loro padroni Manciù. Con il progredire della guerra con la dinastia Ming e l'aumento della popolazione cinese Han sotto il dominio manciù, Hong Taiji creò un ramo separato di Stendardi Han per attingere a questa nuova fonte di manodopera. I Sei Ministeri e altre posizioni importanti furono occupati da Han Alfieri scelti dai Qing. Furono gli alfieri cinesi Han i responsabili del successo della conquista della Cina da parte di Qing. Costituivano la maggioranza dei governatori all'inizio del Qing e furono quelli che governarono e amministrarono la Cina dopo la conquista, stabilizzando il governo Qing. Han Bannermen dominava le cariche di governatore generale al tempo degli imperatori Shunzhi e Kangxi, così come le cariche di governatore, escludendo in gran parte i normali civili Han. La barriera politica era tra la gente comune composta da non vessilliferi e l '"élite di conquista", composta da alfieri cinesi Han, mongoli o manciù. Non era l'etnia il fattore.
Le origini sociali del sistema della Bandiera facevano sì che la popolazione di ogni ramo e le loro suddivisioni fossero ereditarie e rigide. Solo in circostanze speciali sancite dall'editto imperiale era consentito il meticciato tra gli stendardi. Invece, il Grande Stendardo Verde era originariamente destinato a essere una forza professionale.
Dopo aver sconfitto i resti delle forze Ming, l'esercito dello stendardo Manciù di circa 200.000 uomini all'epoca fu equamente diviso; metà è stata designata l'esercito degli otto stendardi proibiti (Chinese) ed era di stanza a Pechino. Serviva sia come guarnigione della capitale che come principale forza d'attacco del governo Qing. Il resto delle truppe Banner è stato distribuito per proteggere le città chiave della Cina. Questi erano conosciuti come Territorial Eight Banner Army ( simplified Chinese      ). La corte Manciù, profondamente consapevole del proprio status di minoranza, rafforzò una rigida politica di segregazione razziale tra Manciù e Mongoli dai cinesi Han per paura di essere sinicizzata da questi ultimi. Questa politica si applicava direttamente alle guarnigioni di Banner, la maggior parte delle quali occupava una zona murata separata all'interno delle città in cui erano di stanza. Nelle città in cui lo spazio era limitato, come Qingzhou, sarebbe stata appositamente eretta una nuova città fortificata per ospitare la guarnigione di Banner e le loro famiglie. Essendo Pechino la sede imperiale, il reggente Dorgon fece trasferire con la forza l'intera popolazione cinese nei sobborghi meridionali che divennero noti come la "Cittadella Esterna" ( Chinese    ). La città murata settentrionale chiamata "Cittadella interna" ( Chinese    ) fu distribuito ai restanti Otto Stendardi Manciù, ciascuno responsabile della sorveglianza di una sezione della Cittadella Interna che circondava il complesso del palazzo della Città Proibita (zh. 紫禁城T, zǐjìnchéngP; m.  Dabkūri dorgi hoton). 
L'addestramento militare è stato intrapreso da artisti marziali nelle forze armate Qing.
Alle associazioni di arti marziali si unirono Manchu Bannermen a Pechino.
Una sala per le arti marziali era il luogo in cui iniziarono le carriere militari dei generali musulmani Ma Fulu e Ma Fuxiang a Hezhou.
Soldati e ufficiali Qing furono istruiti dall'istruttore di arti marziali musulmano Wang Zi-Ping prima che combattesse nella ribellione dei Boxer. Un altro insegnante di arti marziali nell'esercito pechinese fu Wang Xiang Zhai. Gli addestratori di arti marziali nell'esercito dovettero fare i conti con un vasto assortimento di armamenti diversi come lance e spade. Le armi a polvere da sparo erano state a lungo utilizzate dalla Cina, quindi la mentalità secondo cui il combattimento corpo-a-corpo in Cina fu annichilito dalle armi da fuoco occidentali è un mito. Alla cavalleria furono insegnate anche arti marziali. Le arti marziali facevano parte degli esami per ufficiali militari. Gli artisti marziali erano tra coloro che si stabilirono in città dalla campagna. I militari Qing e Ming hanno attinto alla tradizione Shaolin. Tecniche e armamenti si sono fertilizzati attraverso l'esercito e i regni civili. L'esercito includeva istruttori di arti marziali dei taoisti. L'esercito Taiping aveva artisti marziali.

## Marina Militare

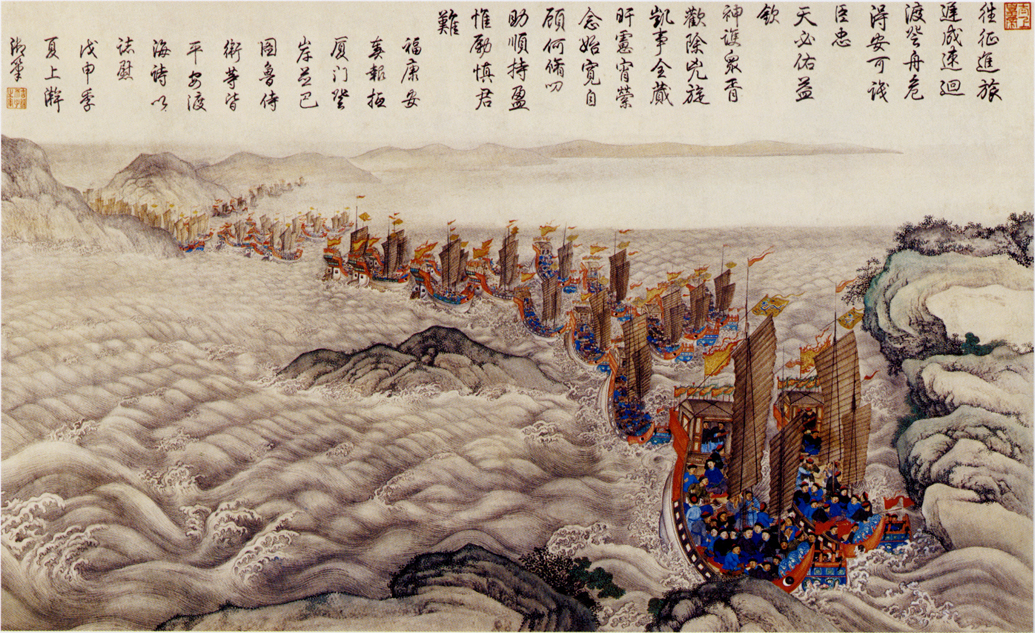
La flotta del Fujian nello Stretto di Taiwan

La politica del " divieto marittimo " durante la prima dinastia Qing significava che lo sviluppo del potere navale ristagnava. La difesa navale fluviale e costiera era responsabilità delle unità navali dello Stendardo Verde, di sede a Jingkou (attuale Zhenjiang) e Hangzhou.
Nel 1661, un'unità navale fu istituita a Jilin per difendersi dalle incursioni russe in Manciuria. Successivamente furono aggiunte anche unità navali a varie guarnigioni di Banner, denominate collettivamente "Marina degli Otto Stendardi". Nel 1677, la corte Qing ristabilì la flotta del Fujian per combattere il regno lealista Ming di Tungning con sede a Taiwan, conflitto culminato nella vittoria manciù nella battaglia di Penghu (1683) e nella conseguente resa dei Tungning.
I Qing, come i Ming, attribuirono una notevole importanza alla costruzione di una forte marina. Tuttavia, a differenza degli europei, non percepirono la necessità di dominare l'oceano aperto e quindi di monopolizzare il commercio, e si concentrarono sulla difesa, per mezzo di pattuglie, del loro spazio marittimo interno. I Qing delimitavano e controllavano i loro mari interni allo stesso modo del territorio terrestre.
L'imperatore Kangxi e i suoi successori stabilirono un sistema di difesa marittima a quattro zone costituito dal Golfo di Bohai (flotta di Dengzhou, flotta di Jiaozhou, flotta di Lüshun e flotta di Tianjin/Daigu), costa di Jiangsu-Zhejiang (flotta di Jiangnan e flotta di Zhejiang), Stretto di Taiwan (flotta del Fujian) e la costa del Guangdong (flotta del governatore del Guangdong e flotta regolare del Guangdong). Le flotte erano supportate da una catena di batterie di artiglieria costiera lungo la costa e da "castelli d'acqua" o basi navali. Le navi da guerra Qing dell'era Kangxi avevano un equipaggio di 40 marinai ed erano armate con cannoni e cannoni da muro di design olandese.
Sebbene i Qing avessero investito in difese navali per i loro mari adiacenti in periodi precedenti, dopo la morte dell'imperatore Qianlong nel 1799, la marina decadde poiché una maggiore attenzione era rivolta alla repressione della ribellione di Miao e della ribellione del loto bianco, che lasciò il tesoro Qing in bancarotta . Le restanti forze navali erano gravemente sovraccariche, con poco equipaggio, sottofinanziate e non coordinate.

## XVIII secolo

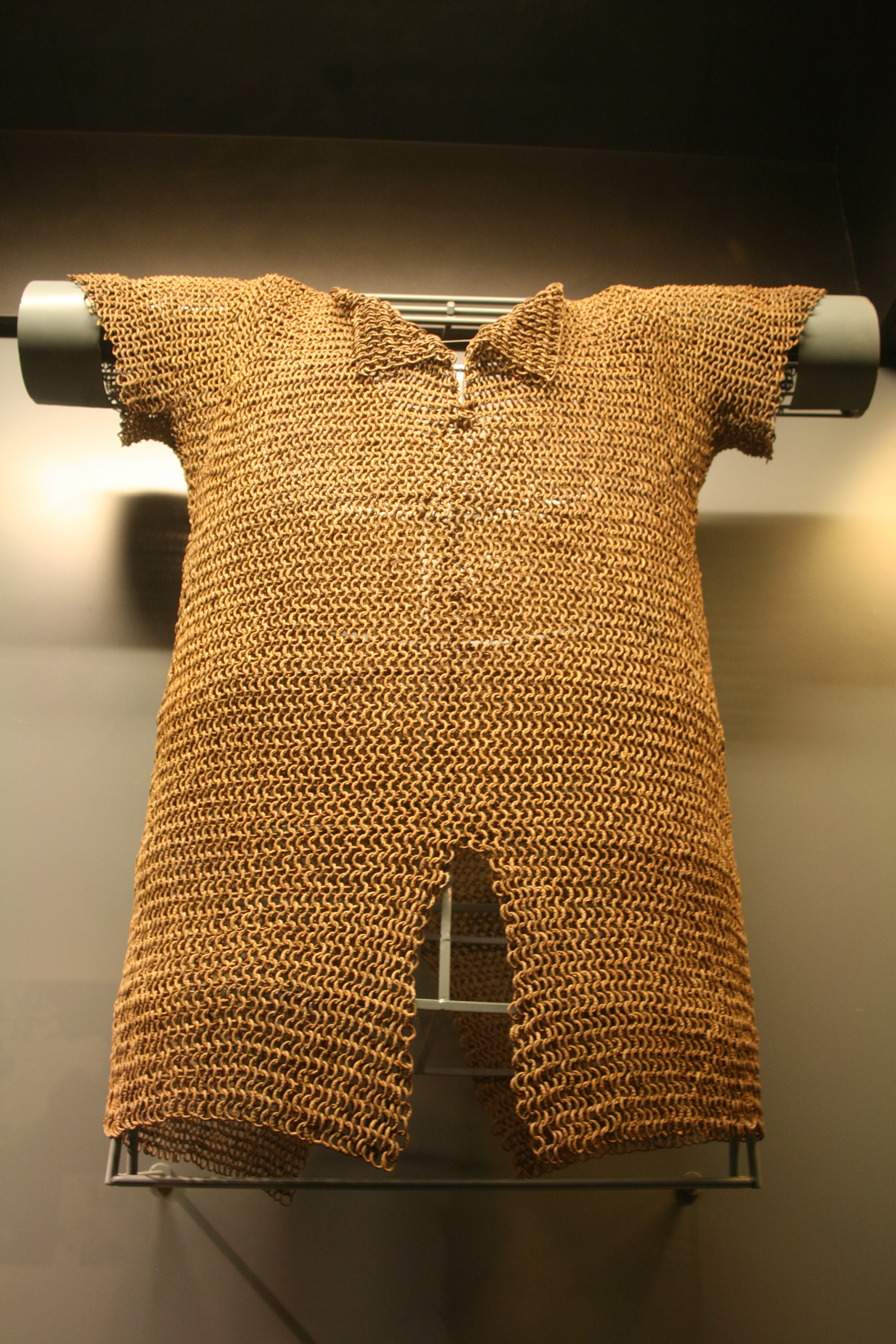
Cotta di maglia Qing.

L'intento di usare truppe degli Stendardi come guarnigione territoriale non era proteggere ma ispirare timore reverenziale nella popolazione soggiogata a scapito della loro esperienza come cavalleria. Di conseguenza, dopo un secolo di pace e mancanza di addestramento sul campo, le truppe dello Stendardo Manciù si erano notevolmente deteriorate nella loro capacità di combattimento. In secondo luogo, prima della conquista, lo stendardo manciù era un esercito "cittadino" e i suoi membri erano contadini e pastori manciù obbligati a prestare il servizio militare allo stato in tempo di guerra. La decisione del governo Qing di trasformare le truppe dello stendardo in una forza professionale il cui benessere e bisogno era soddisfatto dalle casse statali ha portato ricchezza, e con essa la corruzione, ai ranghi degli stendardi Manciù e ha accelerato il suo declino come forza combattente. Gli alfieri spesso si indebitavano a causa del bere, del gioco d'azzardo e del trascorrere del tempo nei teatri e nei bordelli, portando a un divieto generale di andare a teatro all'interno delle Otto Bandiere.

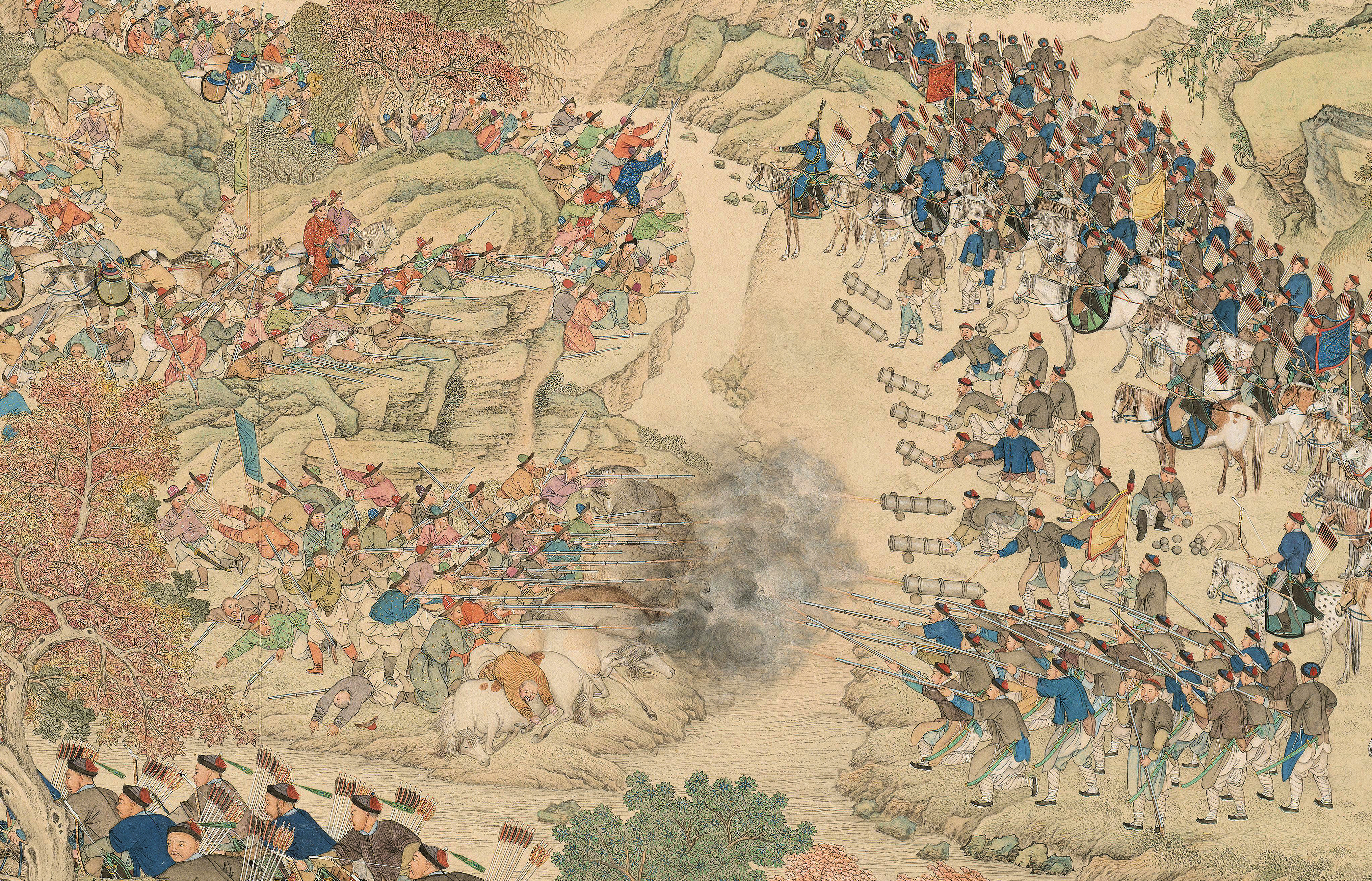
Una battaglia tra le truppe Qing e gli uiguri Khoja vicino al lago Eshilkul nel 1759.

Allo stesso tempo, un declino simile si stava verificando nel Grande Stendardo Verde. In tempo di pace, il servizio militare divenne semplicemente una fonte di reddito supplementare. Soldati e comandanti allo stesso modo trascurarono l'addestramento per perseguire i propri guadagni economici. La corruzione era dilagante quando i comandanti delle unità regionali presentavano retribuzioni e richieste di rifornimenti basate su conteggi esagerati al dipartimento del quartiermastro e intascavano la differenza. Quando le truppe dello Stendardo Verde si dimostrarono incapaci di sparare con precisione con i loro cannoni mentre reprimevano una ribellione dei seguaci del Loto Bianco sotto Wang Lun nel 1774, il governatore generale incolpò il fallimento della magia nemica, provocando una furiosa risposta dell'imperatore Qianlong in cui descrisse l'incompetenza con armi da fuoco come "malattia comune e pervasiva" del Grande Stendardo Verde i cui artiglieri erano pieni di scuse.
Gli imperatori Qing tentarono di invertire il declino dell'esercito attraverso una varietà di mezzi. Sebbene fosse sotto l'imperatore Qianlong che l'impero si espanse al massimo, l'imperatore e i suoi ufficiali notarono spesso il declino della disciplina marziale tra le truppe. Qianlong ripristinò la consuetudine della "caccia annuale" a Mulan come forma di addestramento militare. Migliaia di truppe hanno partecipato a queste massicce esercitazioni, selezionate tra le truppe degli Otto Stendardi sia della capitale che delle guarnigioni. Qianlong promosse anche la cultura militare, dirigendo i suoi pittori di corte a produrre un gran numero di opere su temi militari, comprese le vittorie in battaglia, le grandi ispezioni dell'esercito e la caccia imperiale a Mulan.

### Tecnologia

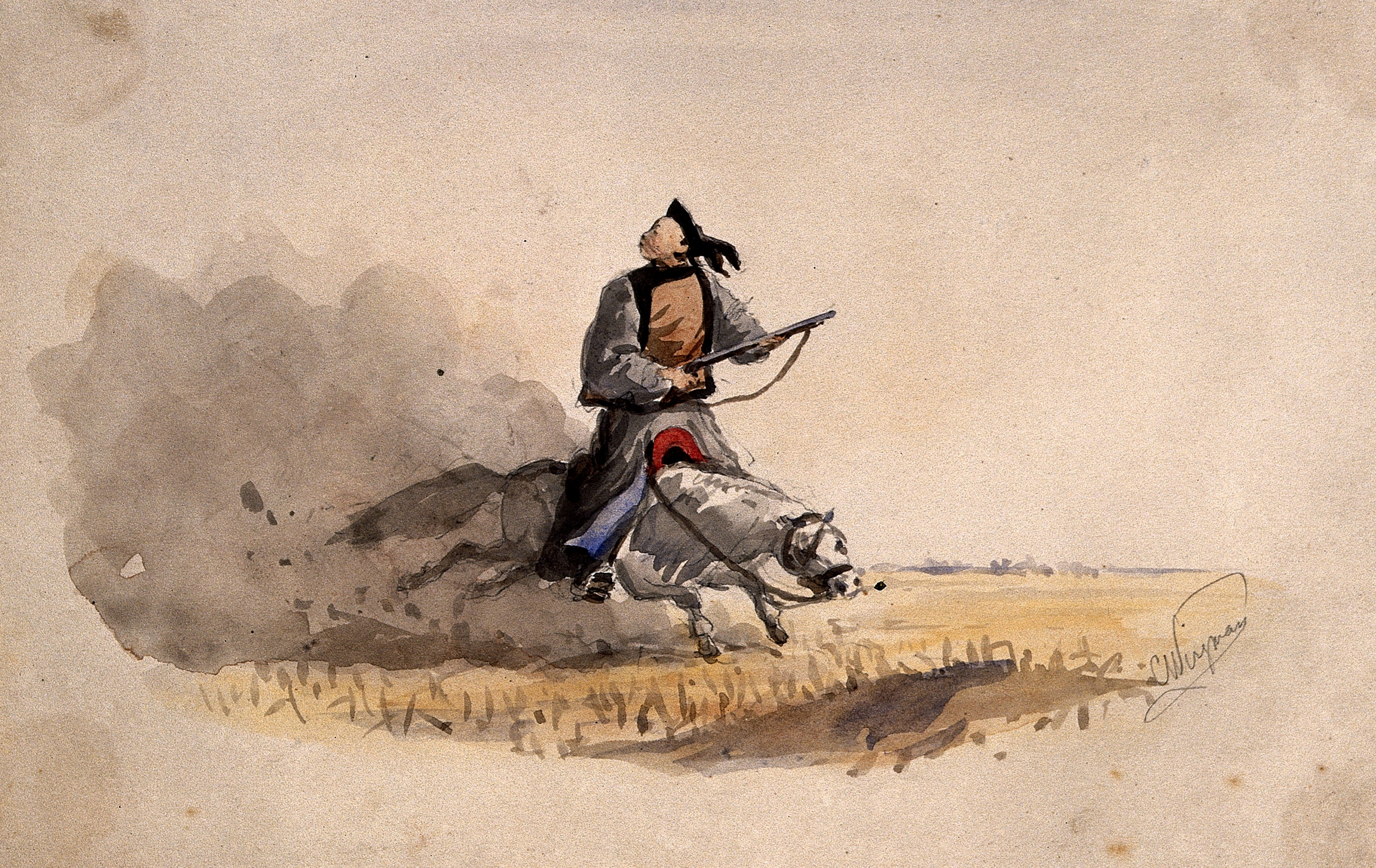
Soldato Qing a cavallo con moschetto.

Gli eserciti Qing nel XVIII secolo potrebbero non essere stati ben armati come i loro omologhi europei ma sotto la pressione del trono imperiale si sono dimostrati capaci di innovazione ed efficienza, a volte in circostanze difficili. I Qing furono smaniosi di adottare la tecnologia militare occidentale. Nella seconda guerra di Jinchuan, ad esempio, l'imperatore Qianlong mandò il gesuita Felix da Rocha, il direttore dell'Ufficio di Astronomia, al fronte per fondere pesanti cannoni da campo che non potevano essere trasportati nelle profonde montagne in cui vivevano le tribù ribelli da sopprimere. L'esercito Qing produsse nuovi cannoni basati sui progetti forniti dai missionari gesuiti Ferdinand Verbiest negli anni 1670 e Felix da Rocha negli anni 1770. Questi disegni di cannoni continuarono ad essere riprodotti in Cina fino alla prima guerra dell'oppio.
La flotta di Shi Lang, per schiacciare la resistenza Ming a Taiwan, incorporò la tecnologia navale olandese.
Si stima che dal 30 al 40% dei soldati cinesi all'epoca della prima guerra dell'oppio fossero equipaggiati con armi da fuoco, tipicamente moschetti matchlock.
Quando scoppiò la Rivolta dei Taiping nel 1850, la corte Qing scoprì tardivamente che le truppe delle Bandiere e dello Stendardo Verde non potevano né reprimere ribellioni interne né tenere a bada gli invasori stranieri.

## Transizione e modernizzazione

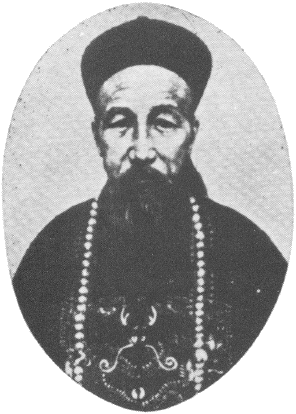
Il generale Qing Zeng Guofan.

All'inizio della Rivolta dei Taiping (1850), le forze Qing subirono una serie di disastrose sconfitte culminate nella perdita della capitale regionale di Nanchino nel 1853. I ribelli massacrarono l'intera guarnigione Manciù e le loro famiglie in città e ne fecero la loro capitale. Poco dopo, un corpo di spedizione Taiping penetrò fino ai sobborghi di Tientsin in quelle che erano considerate le terre del cuore dell'impero. In preda alla disperazione, la corte Qing ordinò a un mandarino cinese, Zeng Guofan, d'organizzare le milizie regionali (團勇T, 团勇S, tuányǒngP) e di villaggio (鄉勇T, 乡勇S, xiāngyǒngP) in un esercito permanente chiamato Tuanlian per contenere la ribellione. La strategia di Zeng Guofan era quella d'affidarsi alla nobiltà locale per creare un nuovo tipo di organizzazione militare da quelle province che i Taiping minacciavano direttamente. Questa nuova forza divenne nota come "Esercito di Xiang", dal nome della regione del Hunan dove era stato organizzato. L'esercito di Xiang fu un ibrido tra milizia locale ed esercito permanente. I suoi soldati ricevettero una formazione professionale ma furono pagati con le casse regionali e i fondi che i suoi comandanti, per lo più membri della nobiltà cinese, potevano raccogliere. L'esercito Xiang e il suo successore, l'Esercito Huai, creato dal collega e studente di Zeng Guofan, Li Hongzhang, furono chiamati collettivamente "Yong Ying".
Prima di formare e comandare l'esercito Xiang, Zeng Guofan non aveva esperienza militare. Essendo un mandarino con istruzione classica, il suo progetto per l'esercito Xiang derivò da una fonte storica: il generale Ming Qi Jiguang, che, a causa della debolezza delle truppe Ming regolari, aveva deciso di formare il proprio esercito "privato" per respingere le incursioni dei pirati giapponesi Wokou a metà del XVI secolo. La dottrina di Qi Jiguang era basata sulle idee neo-confuciane di legare la lealtà delle truppe ai loro immediati superiori e anche alle regioni in cui erano cresciute, cosa che, almeno inizialmente, diede alle truppe un eccellente spirito di corpo. L'esercito di Qi Jiguang era una soluzione ad hoc al problema specifico della lotta ai pirati, così come era l'intenzione originale di Zeng Guofan per l'esercito di Xiang, reato per sradicare i Taiping. Tuttavia, le circostanze hanno portato il sistema Yong-Ying a diventare un'istituzione permanente all'interno dell'esercito Qing che a lungo termine creò problemi enormi al governo centrale ch'era nato per difendere.

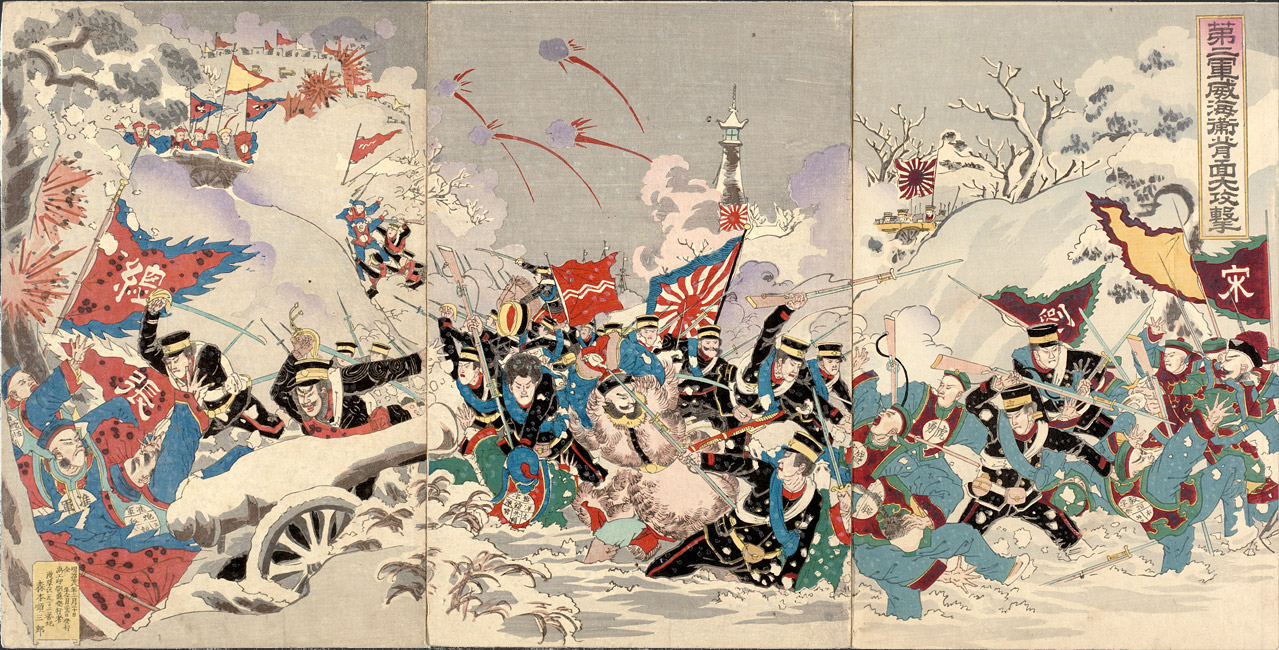
Nel 1894–1895, combattendo per l'influenza in Corea, le truppe giapponesi sconfissero le forze Qing.

Anzitutto, il sistema Yong-Ying segnò la fine del dominio dei Manciù sul establishment militare Qing. Sebbene gli eserciti delle Bandiere e dello Stendardo Verde persistessero come parassiti che esaurivano le risorse, da lì in poi il Yong-Ying fornì de facto le truppe di prima linea dell'impero. In secondo luogo, il Yongying fu finanziato attraverso le casse provinciali e guidato da comandanti regionali. Questa devoluzione del potere indebolì la presa del governo centrale sull'intero paese, una debolezza ulteriormente aggravata dalle potenze straniere che gareggiavano per spartirsi territori coloniali autonomi in diverse parti dell'Impero celeste nella seconda metà del XIX secolo. Nonostante questi gravi effetti negativi, la misura fu ritenuta necessaria poiché le entrate fiscali delle province occupate e minacciate dai ribelli avevano cessato di affluire alla capitale bisognosa di liquidità. Infine, la natura della struttura di comando di Yong-Ying favorì nepotismo e clientelismo tra i comandanti che, salendo i ranghi burocratici, gettarono i semi per la fine dei Qing e il dilagare a livello regionale del fenomeno dei "signori della guerra" che avrebbe caratterizzato la Cina nella prima metà del XX secolo.
Alla fine dell'Ottocento, la Cina stava rapidamente decadendo al livello d'uno stato semi-coloniale. Anche gli elementi più conservatori all'interno della corte Qing non poterono più ignorare la debolezza militare dell'impero in contrasto con i "barbari" stranieri che letteralmente battevano ai suoi cancelli. Nel 1860, durante la seconda guerra dell'oppio, la capitale Pechino fu conquistata e il Palazzo d'Estate saccheggiato da una forza della coalizione anglo-francese relativamente piccola che contava 25.000 uomini.

## Autorafforzamento e modernizzazione militare

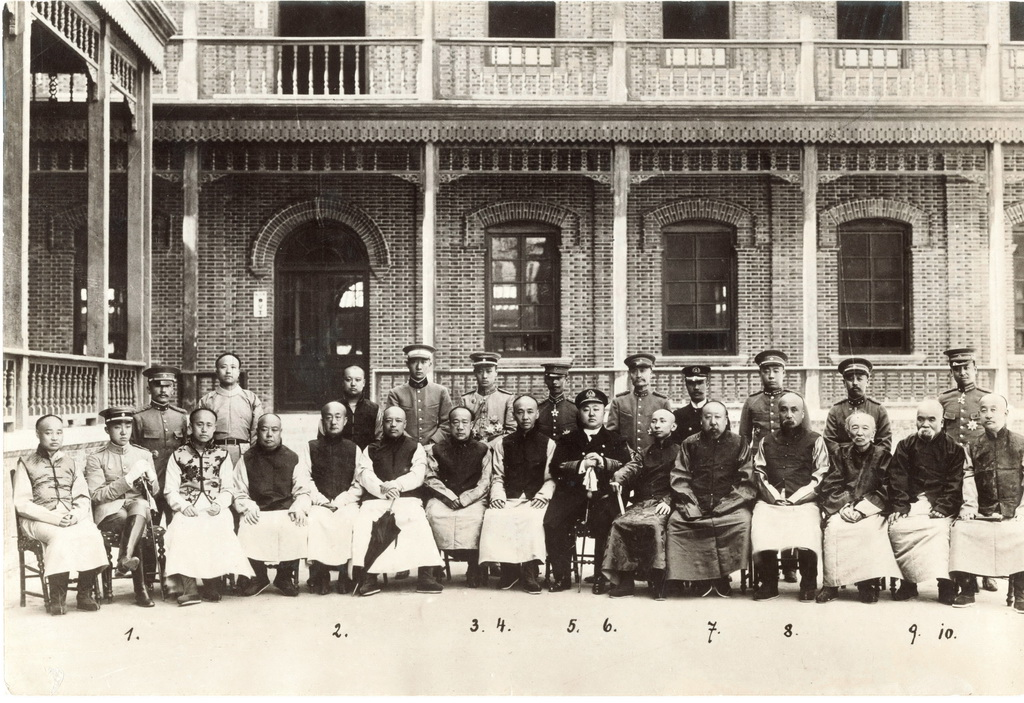
Diverse figure importanti come Zaitao, Zaixun, Xu Shichang, Sheng Xuanhuai, Zaizhen e Yinchang

Sebbene i cinesi abbiano inventato la polvere da sparo e le armi da fuoco fossero state da loro utilizzate continuamente sin dalla dinastia Song, l'avvento delle armi moderne risultante dalla rivoluzione industriale europea aveva reso obsoleti l'esercito e la marina cinese tradizionalmente addestrati ed equipaggiati.
Dopo l'umiliante cattura di Pechino e il sacco del Palazzo d'Estate nel 1860, funzionari come Zeng Guofan, Li Hongzhang e il Manchu Wenxiang si sforzarono di acquisire armi occidentali avanzate e copiare l'organizzazione militare occidentale. Brigate speciali di soldati cinesi equipaggiati con fucili moderni e comandati da ufficiali stranieri (un esempio è l'Esercito sempre vittorioso comandato da Frederick Townsend Ward e successivamente da Charles George Gordon ) aiutarono Zeng e Li a sconfiggere i ribelli Taiping. L'esercito Huai di Li Hongzhang acquisì anche fucili occidentali e incorporò alcune esercitazioni occidentali. Nel frattempo, a Pechino, il principe Gong e Wenxiang crearono un esercito d'élite, il " Peking Field Force ", armato di fucili russi e cannoni francesi e addestrato da ufficiali britannici. Quando questa forza di 2.500 alfieri sconfisse un esercito di banditi più di dieci volte più numeroso, sembravano dimostrare il punto di Wenxiang che un piccolo ma ben addestrato e ben equipaggiato esercito di stendardi sarebbe stato sufficiente per difendere la capitale in futuro.
Una delle principali enfasi delle riforme era il miglioramento degli armamenti degli eserciti cinesi. Per produrre fucili, artiglieria e munizioni moderne, Zeng Guofan creò un arsenale a Suzhou, che fu trasferito a Shanghai e ampliato nell'arsenale di Jiangnan. Nel 1866 fu creato il sofisticato cantiere navale di Fuzhou sotto la guida di Zuo Zongtang, il cui obiettivo era la costruzione di moderne navi da guerra per la difesa costiera. Dal 1867 al 1874 costruì quindici nuove navi. Altri arsenali furono creati a Nanchino, Tianjin (servì come una delle principali fonti di munizioni per gli eserciti della Cina settentrionale negli anni 1870 e 1880), Lanzhou (per sostenere la repressione di Zuo Zongtang di una grande rivolta musulmana nel nord-ovest), Sichuan, e Shandong. Prosper Giquel, un ufficiale di marina francese che prestò servizio come consigliere al cantiere navale di Fuzhou, scrisse nel 1872 che la Cina stava rapidamente diventando un formidabile rivale delle potenze occidentali.
Grazie a queste riforme e miglioramenti, il governo Qing ottenne un grande vantaggio sui ribelli interni. Dopo aver sconfitto i Taiping nel 1864, gli eserciti appena equipaggiati sconfissero la ribellione di Nian nel 1868, il Guizhou Miao nel 1873, la ribellione di Panthay nello Yunnan nel 1873 e nel 1877 la massiccia rivolta musulmana che aveva inghiottito lo Xinjiang dal 1862. Oltre a reprimere le rivolte interne, i Qing combatterono anche le potenze straniere con relativo successo. Gli eserciti Qing riuscirono a risolvere diplomaticamente la crisi del 1874 con il Giappone su Taiwan, costrinsero i russi a lasciare la valle del fiume Ili nel 1881 e combatterono i francesi fino a fermarsi nella guerra sino-francese del 1884-1885 nonostante i molti fallimenti nella guerra navale.

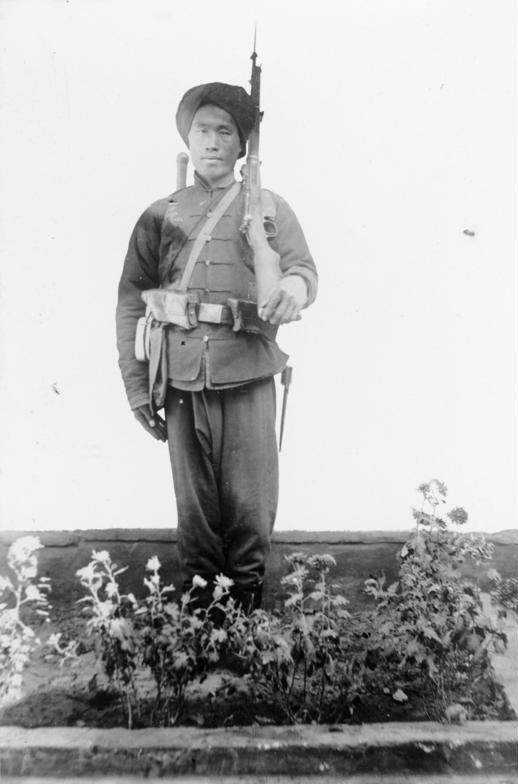
Soldato di fanteria cinese del (...)

Osservatori stranieri hanno riferito che, una volta completato il loro addestramento, le truppe di stanza nella guarnigione di Wuchang erano uguali alle forze europee contemporanee. I mass media in Occidente durante quest'epoca hanno descritto la Cina come una potenza militare in ascesa grazie ai suoi programmi di modernizzazione e come una grave minaccia per il mondo occidentale, invocando i timori che la Cina avrebbe conquistato con successo colonie occidentali come l'Australia. Gli eserciti cinesi sono stati elogiati da John Russell Young, inviato degli Stati Uniti, che ha commentato che "niente sembrava più perfetto" nelle capacità militari, prevedendo un futuro confronto tra America e Cina." L'osservatore militare russo DV Putiatia visitò la Cina nel 1888 e scoprì che nella Cina nord-orientale (Manciuria) lungo il confine tra Cina e Russia, i soldati cinesi erano potenzialmente in grado di diventare abili nelle "tattiche europee" in determinate circostanze, e i soldati cinesi erano armati con armi moderne come l'artiglieria Krupp, le carabine Winchester e i fucili Mauser. Alla vigilia della prima guerra sino-giapponese, lo stato maggiore tedesco predisse una sconfitta giapponese e William Lang, che era un consigliere britannico dell'esercito cinese, lodò l'addestramento, le navi, i cannoni e le fortificazioni cinesi, affermando che "alla fine, non c'è dubbio che il Giappone debba essere completamente schiacciato".
I miglioramenti militari risultanti dalla modernizzazione delle riforme furono sostanziali ma si rivelarono comunque insufficienti, poiché il Qing fu sonoramente sconfitto dal Giappone Meiji nella Prima guerra sino-giapponese (1894-1895). Anche le migliori truppe cinesi, l'esercito Huai e la Flotta del Pei-yang, entrambe comandate da Li Hongzhang, non poterono competere con l'esercito e la marina giapponese meglio addestrati, meglio guidati e più veloci.
Quando fu sviluppata per la prima volta dall'imperatrice vedova Cixi, si disse che la Flotta del Pei-yang fosse la marina più forte dell'Asia orientale. Prima che suo figlio adottivo, l'imperatore Guangxu, salisse al trono nel 1889, Cixi scrisse ordini espliciti che la marina doveva continuare a svilupparsi ed espandersi gradualmente. Tuttavia, dopo il ritiro di Cixi, lo sviluppo navale e militare s'interruppe drasticamente. Si dice spesso che le vittorie del Giappone sulla Cina siano state attribuite a Cixi. Molti credevano che Cixi fosse stata la causa della sconfitta della marina per appropriazione indebita di fondi della marina per costruire il Palazzo d'Estate (Pechino). Tuttavia, ricerche approfondite da parte di storici cinesi hanno rivelato che Cixi non fu la causa del declino della marina cinese. In realtà, la sconfitta della Cina fu causata dalla mancanza d'interesse di Guangxu nello sviluppo e nel mantenimento dell'esercito. Il suo stretto consigliere, il Gran Tutore Weng Tonghe, consigliò a Guangxu di tagliare tutti i fondi alla marina e all'esercito, perché non vedeva il Giappone come una vera minaccia e ci furono diversi disastri naturali durante i primi anni 1890 che l'imperatore ritenne più urgenti voci di spesa.
Le sconfitte militari subite dalla Cina sono state attribuite alla faziosità dei governatori militari regionali. Ad esempio, la flotta di Beiyang rifiutò di partecipare alla guerra sino-francese nel 1884, la flotta di Nanyang si vendicò rifiutandosi di schierarsi durante la guerra sino-giapponese del 1895. Li Hongzhang voleva mantenere personalmente il controllo di questa flotta, molte delle navi più importanti tra il suo numero, mantenendola nel nord della Cina e non lasciandola scivolare sotto il controllo delle fazioni meridionali. La Cina non aveva un solo ammiraglio a capo di tutte le marine cinesi prima del 1885; le marine della Cina settentrionale e meridionale non collaborarono, quindi le flotte nemiche avevano bisogno solo di combattere un segmento della marina cinese.

## Nuovi eserciti

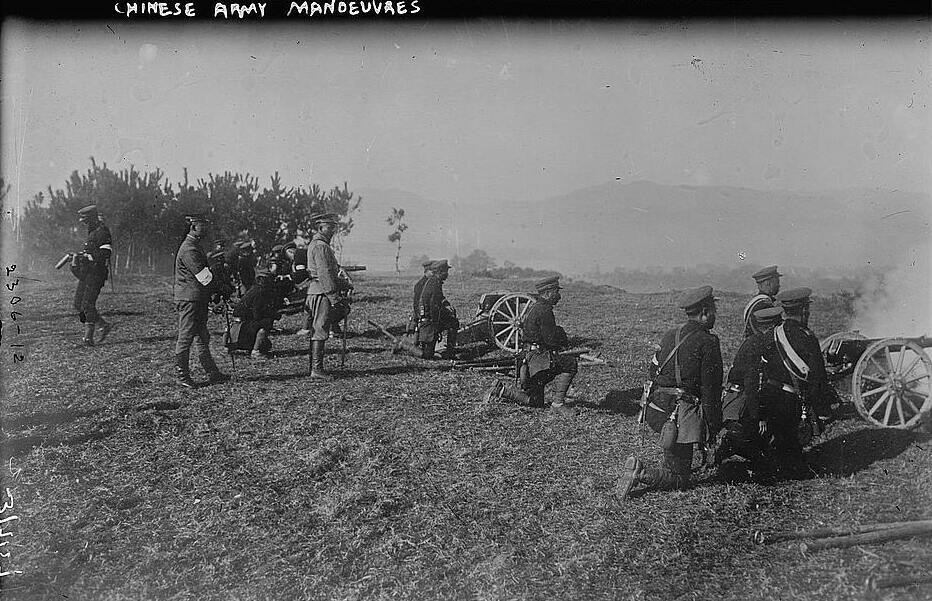
L'esercito Beiyang nella conduzione di esercitazioni militari, 1910

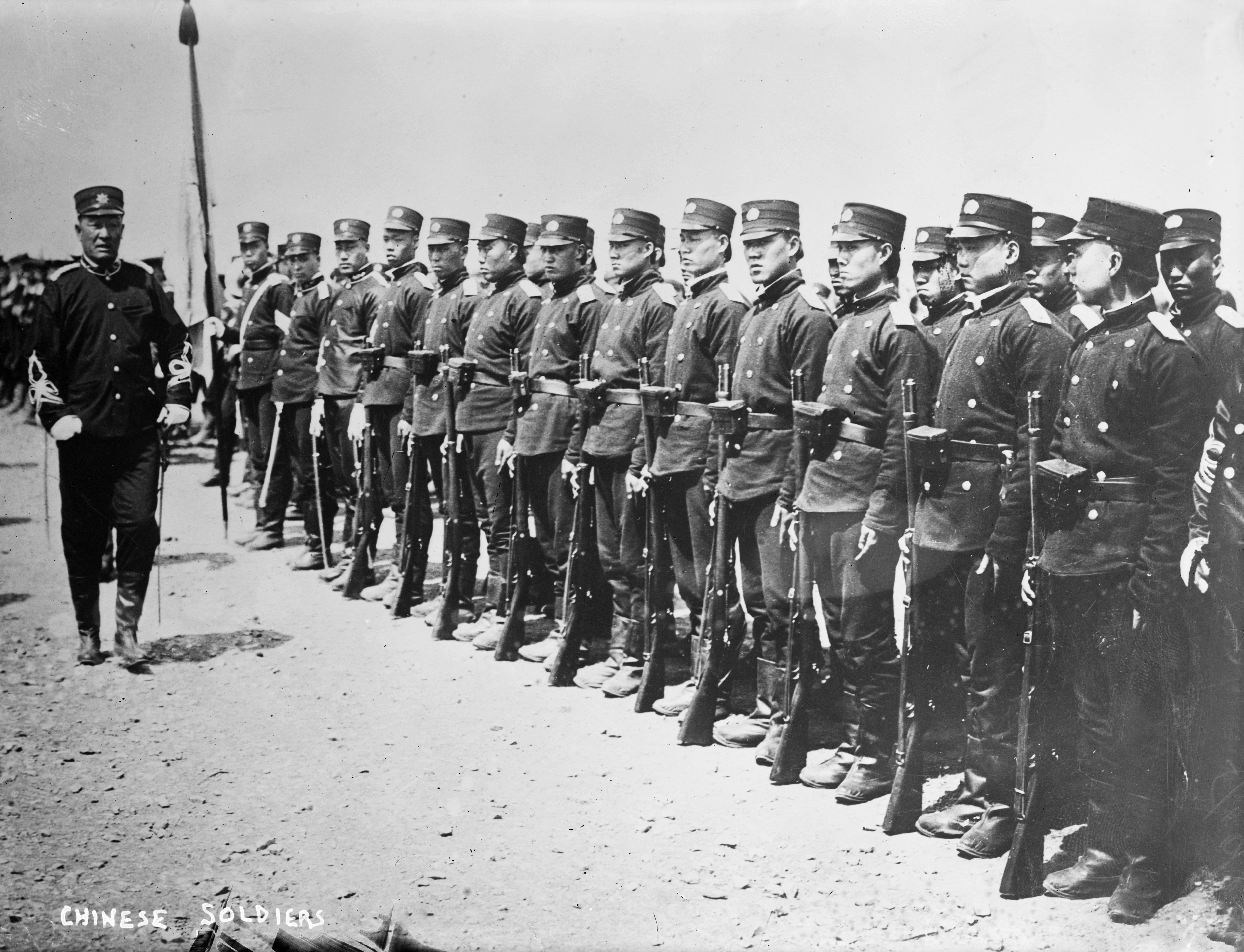
La nuova armata Qing nel 1905

La perdita della prima guerra sino-giapponese del 1894-1895 fu uno spartiacque per il governo Qing. Il Giappone, un paese a lungo considerato dai cinesi poco più che una nuova nazione di pirati, aveva sconfitto in modo convincente il suo vicino più grande e nel frattempo aveva annientato l'orgoglio e la gioia del governo Qing: la sua flotta Beiyang modernizzata, allora considerata la forza navale più forte in Asia. In tal modo, il Giappone è diventato il primo paese asiatico a unirsi ai ranghi delle potenze coloniali precedentemente esclusivamente occidentali. La sconfitta fu un brusco risveglio per la corte Qing, specialmente se ambientata nel contesto in cui si verificò appena tre decenni dopo che la Restaurazione Meiji mise sulla buona strada un Giappone feudale per emulare le nazioni occidentali nelle loro conquiste economiche e tecnologiche. Infine, nel dicembre 1894, il governo Qing fece passi concreti per riformare le istituzioni militari e riqualificare unità selezionate in esercitazioni, tattiche e armi occidentalizzate. Queste unità furono chiamate collettivamente New Army . Il maggior successo di questi fu l'esercito Beiyang sotto la supervisione e il controllo complessivi di un ex comandante dell'esercito Huai, il generale Yuan Shikai, che utilizzò la sua posizione per diventare infine presidente della Repubblica cinese e infine imperatore della Cina. [94]

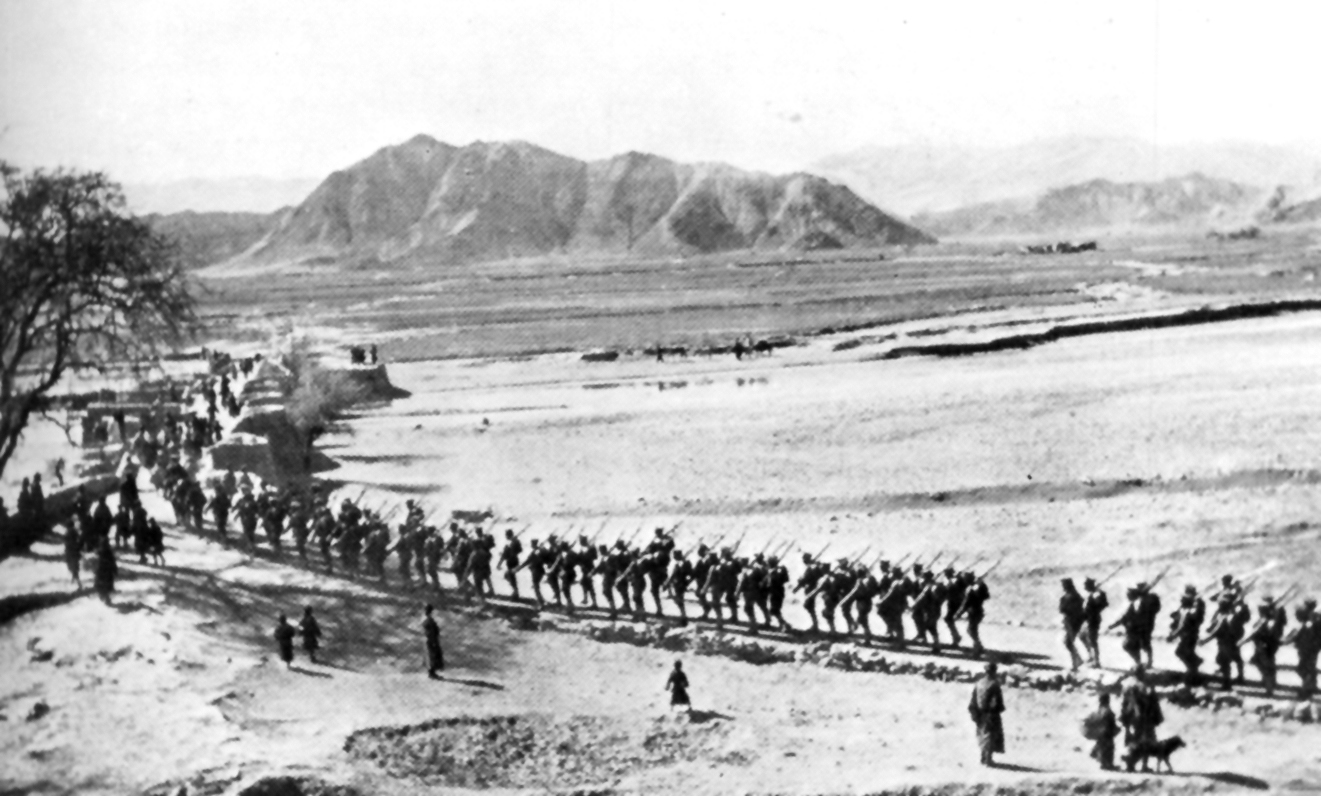
Dopo la fine dell'impero, il Sichuan New Army lasciò Lhasa nel 1912.

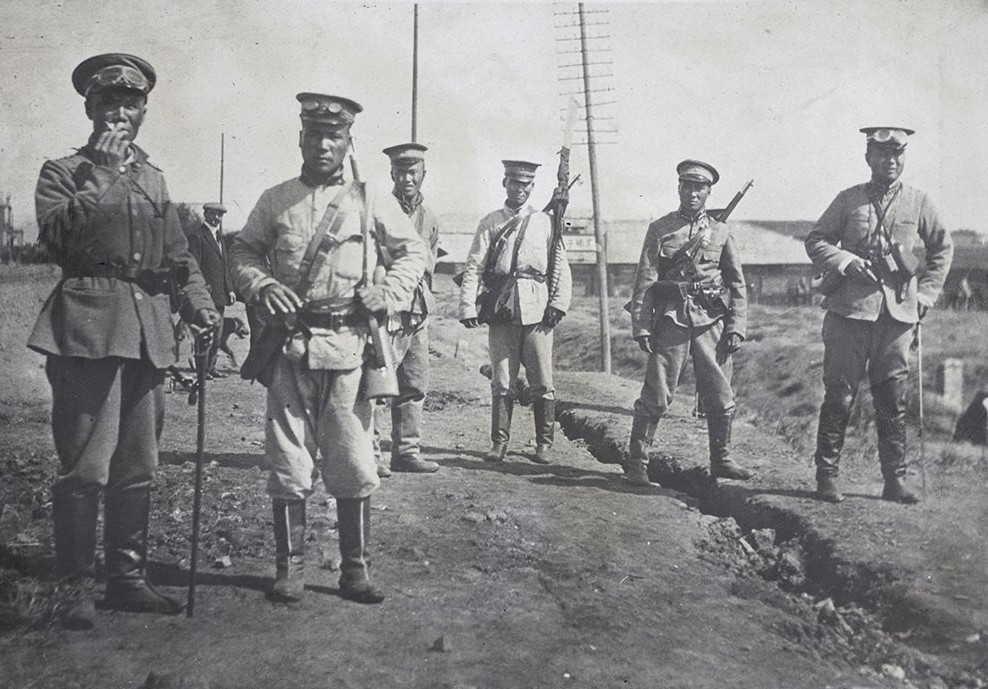
La nuova armata Qing nel 1911

Durante la ribellione dei Boxer, le forze imperiali cinesi schierarono un'arma chiamata " mine elettriche " il 15 giugno, presso il fiume Peiho prima della battaglia dei forti di Dagu (1900), per impedire all'Alleanza delle otto nazioni occidentale di inviare navi all'attacco. Lo ha riferito l'intelligence militare americana negli Stati Uniti. War Dept. dagli Stati Uniti. Ufficio dell'Aiutante Generale. Divisione informazioni militari. Diversi eserciti cinesi furono modernizzati in gradi diversi dalla dinastia Qing. Ad esempio, durante la ribellione dei pugili, in contrasto con i Manciù e altri soldati cinesi che usavano frecce e archi, la cavalleria musulmana Kansu Braves aveva i più recenti fucili a carabina. I Kansu Braves musulmani usarono le armi per infliggere numerose sconfitte agli eserciti occidentali nella ribellione dei Boxer, nella battaglia di Langfang e in numerosi altri scontri intorno a Tianjin . Il Times ha osservato che "10.000 soldati europei sono stati tenuti sotto scacco da 15.000 coraggiosi cinesi". Il fuoco dell'artiglieria cinese ha causato un flusso costante di vittime sui soldati occidentali. Durante uno scontro, furono inflitte pesanti perdite a francesi e giapponesi e gli inglesi e i russi persero alcuni uomini. Gli artiglieri cinesi durante la battaglia impararono anche a usare accuratamente l'artiglieria Krupp acquistata dai tedeschi, superando i cannonieri europei. I proiettili dell'artiglieria cinese hanno colpito direttamente le aree militari degli eserciti occidentali.
I capi militari e gli eserciti formati alla fine del 19º secolo continuarono a dominare la politica fino al 20º secolo. Durante quella che fu chiamata l'era dei signori della guerra (1916-1928) gli eserciti del tardo Qing divennero rivali e combatterono tra loro e con nuovi militaristi.

### Esplicative
1. ↑   Bruce A. Elleman, illustrated, 2001,  p. 87, ISBN 0-415-21474-2,  https://books.google.com/books?id=Md801mHEeOkC.
«Non sorprende che, considerando il potere politico di Li Hongzhang, molte delle navi migliori e più moderne abbiano trovato la loro strada nella flotta settentrionale di Li, che non ha mai visto alcuna azione nel conflitto sino-francese. In effetti, il timore che potesse perdere il controllo sulla sua flotta portò Li a rifiutarsi persino di considerare l'invio delle sue navi verso sud per aiutare la flotta di Fuzhou contro i francesi. Sebbene in seguito Li abbia affermato che lo spostamento della sua flotta verso sud avrebbe lasciato indifesa la Cina settentrionale, la sua decisione è stata criticata come un segno del governo frazionato della Cina e della sua mentalità provinciale nord-sud.»
2. ↑   Bruce A. Elleman, illustrated, 2001,  p. 87, ISBN 0-415-21474-2,  https://books.google.com/books?id=Md801mHEeOkC.
«[...] c'era poco, se non nessun, coordinamento tra le flotte nel nord e nel sud della Cina. La mancanza di un ammiraglio centralizzato che comandasse l'intera marina significava che in qualsiasi momento la Francia si opponeva solo a una frazione della flotta totale cinese. Questo virtualmente assicurò il predominio navale francese nel conflitto imminente.»

### Bibliografiche
1. ↑  Elliott 2001, p. 40.
2. ↑  Millward 2007, p. 95.
3. ↑  Elliott 2001, pp. 40 e 57.
4. ↑  Elliott 2001, p. 58.
5. 1 2  Elliott 2001, p. 59.
6. ↑  Roth Li 2002, p. 34.
7. 1 2  Roth Li 2002, p. 58.
8. ↑  Elliott 2001, p. 75.
9. ↑  Roth Li 2002, p. 57.
10. 1 2  Roth Li 2002, pp. 57-58.
11. ↑  Elliott 2001, p. 74.
12. ↑  Crossley 1997, p. 204.
13. ↑  Elliott 2001, p. 84.
14. ↑  Crossley 2000, p. 128.
15. ↑  Crossley 2000, pp. 103-5.
16. ↑  Elliott 2001, p. 324.
17. ↑  Elliott 2001, p. 331.
18. ↑  Elliott 2001, p. 325.
19. ↑  (EN) Walthall, Anne (a cura di), Servants of the Dynasty: Palace Women in World History, (illustrated ed.), University of California Press, 2008,  pp. 144-145, ISBN 978-0520254442.
20. ↑  Ho 2011, p. 135.
21. ↑  Ho 2011, p. 198.
22. ↑  Ho 2011, p. 206.
23. ↑  Elliott 2001, pp. 404-405.
24. ↑   reprint,  pp. 12-13, ISBN 978-3111414508,  https://books.google.com/books?id=lM0KromLoGwC&pg=PA12.
25. ↑  Luce e Di Cosmo 2007, pp. 24 e s.
26. ↑  Luce e Di Cosmo 2007, pp. 24-25.
27. ↑  Luce e Di Cosmo 2007, pp. 15 e s.
28. 1 2  Luce e Di Cosmo 2007, pp. 17 e s.
29. ↑  Luce e Di Cosmo 2007, pp. 23 e s.
30. ↑  Graff e Higham 2012, p. 120 e s.
31. ↑  Graff e Higham 2012, pp. 121-122.
32. ↑   Xiuyu Wang,  p. 30, ISBN 978-0-7391-6810-3,  https://books.google.com/books?id=K5pBedqHEtcC&q=green+standard+army+lhasa&pg=PA30.
33. ↑   Yingcong Dai, 2009,  p. 81, ISBN 978-0-295-98952-5,  https://books.google.com/books?id=DYHfVVAAf_kC&pg=PA81.
34. ↑   Yingcong Dai, 2009,  pp. 81-82, ISBN 978-0-295-98952-5,  https://books.google.com/books?id=DYHfVVAAf_kC&pg=PA82.
35. ↑   Evelyn S. Rawski,  pp. 251–, ISBN 978-0-520-92679-0,  https://archive.org/details/lastemperorssoc00raws.
«green standard army lhasa.»
36. ↑    p. 123, ISBN 978-90-04-27209-5,  https://books.google.com/books?id=PIeOAwAAQBAJ&q=green+standard+army+lhasa&pg=PA123.
37. ↑   Yoshiki Enatsu, 2004,  p. 24, ISBN 978-0-89264-165-9,  https://books.google.com/books?id=4txwAAAAMAAJ&q=han+bannermen.
38. ↑  Spencer 1990, p. 41.
39. ↑  Spence 1988, pp. 4–5.
40. ↑    p. 16, ISBN 978-1-134-36222-6,  https://books.google.com/books?id=6qFH-53_VnEC&pg=PA16.
41. ↑   2010,  p. 128, ISBN 978-0-557-46679-5,  https://books.google.com/books?id=FT0vjrmHeFcC&q=qing+army+martial+arts+instructors&pg=PA128.
42. ↑   Pamela Kyle Crossley, 1990,  pp. 174–, ISBN 0-691-00877-9,  https://archive.org/details/orphanwarriorsth00cros_0.
43. ↑   Jonathan Neaman Lipman,  p. 168, ISBN 978-0-295-80055-4,  https://books.google.com/books?id=Y8Nzux7z6KAC&q=ma+fuxiang&pg=PA168.
44. ↑   C.S. Tang,  p. 33, ISBN 978-0-85701-172-5,  https://books.google.com/books?id=5FppBgAAQBAJ&q=qing+army+martial+arts+instructors&pg=PA33.
45. ↑   2010,  p. 96, ISBN 978-1-59884-243-2,  https://books.google.com/books?id=FaTfuuIlmqcC&q=qing+army+martial+arts+instructors&pg=PA96.
46. ↑   Peter Allan Lorge, 2012,  p. 212, ISBN 978-0-521-87881-4,  https://books.google.com/books?id=Nzjv0uPqUyMC&q=qing+army+martial+arts+instructors&pg=PA212.
47. ↑    p. 88, ISBN 978-1-58394-194-2,  https://books.google.com/books?id=iSDt-uhm6t0C&q=qing+army+martial+arts+instructors&pg=PA88.
48. ↑   Andrew D. Morris, 2004,  p. 186, ISBN 978-0-520-24084-1,  https://books.google.com/books?id=bs1Qw7yv-DQC&q=qing+army+martial+arts+instructors&pg=PA186.
49. ↑   Meir Shahar, 2008,  p. 4, ISBN 978-0-8248-3110-3,  https://books.google.com/books?id=KiNEB0H6S0EC&q=qing+army+martial+arts+instructors.
50. ↑   Xiaobing Li, 2012,  p. 270, ISBN 978-1-59884-415-3,  https://books.google.com/books?id=jhPyvsdymU8C&q=qing+army+martial+arts+instructors&pg=PA415.
51. ↑    p. 113, ISBN 978-0-226-30418-2,  https://books.google.com/books?id=i2tLr97q4O0C&q=qing+army+martial+arts+instructors&pg=PA113.
52. ↑    p. 198, ISBN 978-1-317-47588-0,  https://books.google.com/books?id=y_4vCgAAQBAJ&q=qing+army+martial+arts+instructors&pg=PA198.
53. ↑    p. 80, ISBN 978-1108424615.
54. ↑  Elliott 2001, pp. 284-290.
55. ↑  Waley-Cohen 2006, pp. 63-65.
56. ↑  Elliott 2001, pp. 283-284.
57. ↑  Elliott 2001, pp. 299-300.
58. ↑  Elliott 2001, pp. 184-186.
59. ↑  Waley-Cohen 2006, pp. 84-87.
60. ↑  Waley-Cohen 2006, p. 58.
61. ↑  (EN) Joanna Waley-Cohen, The Sextants of Beijing: Global Currents in Chinese History, New York City-Londra, W.W. Norton and Company, 2000,  pp. 118-121, ISBN 039324251X.
62. ↑  (EN) Chung-yam Po, Conceptualizing the Blue Frontier: The Great Qing and the Maritime World in the Long Eighteenth Century (TESI), Ruprecht-Karls-Universität Heidelberg, 28 giugno 2013,  p. 113.
63. ↑  (EN) Tonio Andrade, The Gunpowder Age: China, Military Innovation, and the Rise of the West in World History, Princeton University Press, 2017,  p. 242, ISBN 978-0691178141.
64. ↑  Crossley 1990, pp. 126-27.
65. 1 2  Liu & Smith 1980, pp. 202-210.
66. ↑   1995,  pp. 31-33, ISBN 0-19-586179-5.
67. ↑   David Scott,  pp. 111-12, ISBN 978-0-7914-7742-7,  https://books.google.com/books?id=6U_DPS4vfO0C&pg=PA111.
68. ↑   Alex Marshall,  p. 80, ISBN 978-1-134-25379-1,  https://books.google.com/books?id=wDXfGErwPtsC&pg=PA80.
69. ↑   11, Late Ch'ing, 1800–1911 Part 2, illustrated, 1978,  p. 269, ISBN 0-521-22029-7.
70. 1 2 3    pp. 182–84, ISBN 978-0307456700.
71. ↑    pp. 160–61, ISBN 978-0307456700.
72. ↑  Loir, M., L'escadre de l'amiral Courbet (Paris, 1886), 26–29, 37–65.
73. ↑  Lung Chang [龍章], Yueh-nan yu Chung-fa chan-cheng [越南與中法戰爭, Vietnam and the Sino-French War] (Taipei, 1993), 327–28.
74. ↑   姜文奎, 1987,  pp. 839、840.
75. ↑   Monro MacCloskey, 1969,  p. 95, ISBN 9780823901456,  https://books.google.com/books?id=UHbxAAAAMAAJ&q=electric+mines.
76. ↑   Stephan L'H. Slocum, Carl Reichmann, Adna Romanza Chaffee, United States. Adjutant-General's Office. Military Information Division, 1901,  p. 533,  https://archive.org/details/reportsonmilita01divigoog.
«June 15, it was learned that the mouth of the river was protected by electric mines, that the forts at Taku were.»
77. ↑   Diana Preston, 2000,  p. 145, ISBN 0-8027-1361-0,  https://books.google.com/books?id=iWxKQejMtlMC&pg=PA193.
78. ↑   2002, ISBN 9789629960667,  https://books.google.com/books?id=wWvl9O4Gn1UC. .
79. ↑   fathom.com,  https://web.archive.org/web/20111029093856/http://www.fathom.com/feature/122228/3090_paddlesteamer.html. URL consultato il 28 giugno 2010 (archiviato dall'url originale il 29 ottobre 2011).
80. ↑   Arthur Henderson Smith, 1901,  p. 448,  https://books.google.com/books?id=WmAuAAAAYAAJ&q=tung+fu+hsiang+regular+troops+rifles&pg=PA452-IA1.
81. ↑   Arthur Henderson Smith, 1901,  p. 446,  https://books.google.com/books?id=WmAuAAAAYAAJ&q=tung+fu+hsiang+regular+troops+rifles&pg=PA452-IA1.
82. ↑  For an overview, see Edward L. Dreyer. China at War, 1901–1949. (London; New York: Longman, Modern Wars in Perspective, 1995).  ISBN 0582051258.